# Юка
Ю́ка (Yucca) — рід вічнозелених рослин підродини аґавових родини холодкових, що налічує близько 50 видів. Серед представників роду багато декоративних рослин, окремі види є технічними та харчовими.

## Опис
Вічнозелені, дерев'янисті рослини з невисоким, малогіллястим або таким, що зовсім не гілкується стеблом, іноді стебло майже відсутнє і над землею підноситься лише пучок великих, мечоподібних листків. Листки розташовані спірально. Суцвіття дуже великі, до 200 см завдовжки, прямостоячі, широкорозкидисті волоті, що виходять з середини листової розетки. Квітки дзвоникуваті, до 7 см завдовжки, пониклі, білі. Плід — велика, до 10 см, суха або м'ясиста коробочка з округлим, чорним насінням до 1 см завширшки.

## Запилення
У юки спостерігається дуже своєрідний і цікавий механізм перехресного запилення. Квітки відкриваються вночі і запилюються маленьким білим метеликом з роду пронуба (Pronuba yuccasella). З настанням темряви, коли білі квіти виділяють приємний аромат, самка пронуба приступає до збору пилку. Він клейкий і нагадує мастику. Пронуба скачує пилок у грудочку і завдяки зубоподібному чіпкому і колючому придатку переносить її до іншої квітки. Тут метелик вдавлює пилок у приймочку, а потім відкладає в зав'язь квітки свої яйця. Зрештою зачатки насіння запліднюються, а личинки живляться насінинами, що розвиваються. Їх так багато в плоді, що вистачає і для личинок метелика, і для відтворення рослини. З настанням дня метелики обох статей (їх накопичується досить велика кількість) залишаються у квітці. Вони сидять на тичинкових нитках і, ймовірно, в цей час харчуються пилком.
Вперше про запилення юки стало відомо в 1872 році з короткого повідомлення відомого американського ботаніка Джорджа Енгельманна. В 1878 році американський ентомолог Чарлз Рілі докладно вивчив і описав дивовижну поведінку цього метелика. Інший вид пронуба — Pronuba synthetica — запилює лише юку коротколисту. Єдиним самозапильних видом є юка алоелиста (Yucca aloifolia).

## Поширення

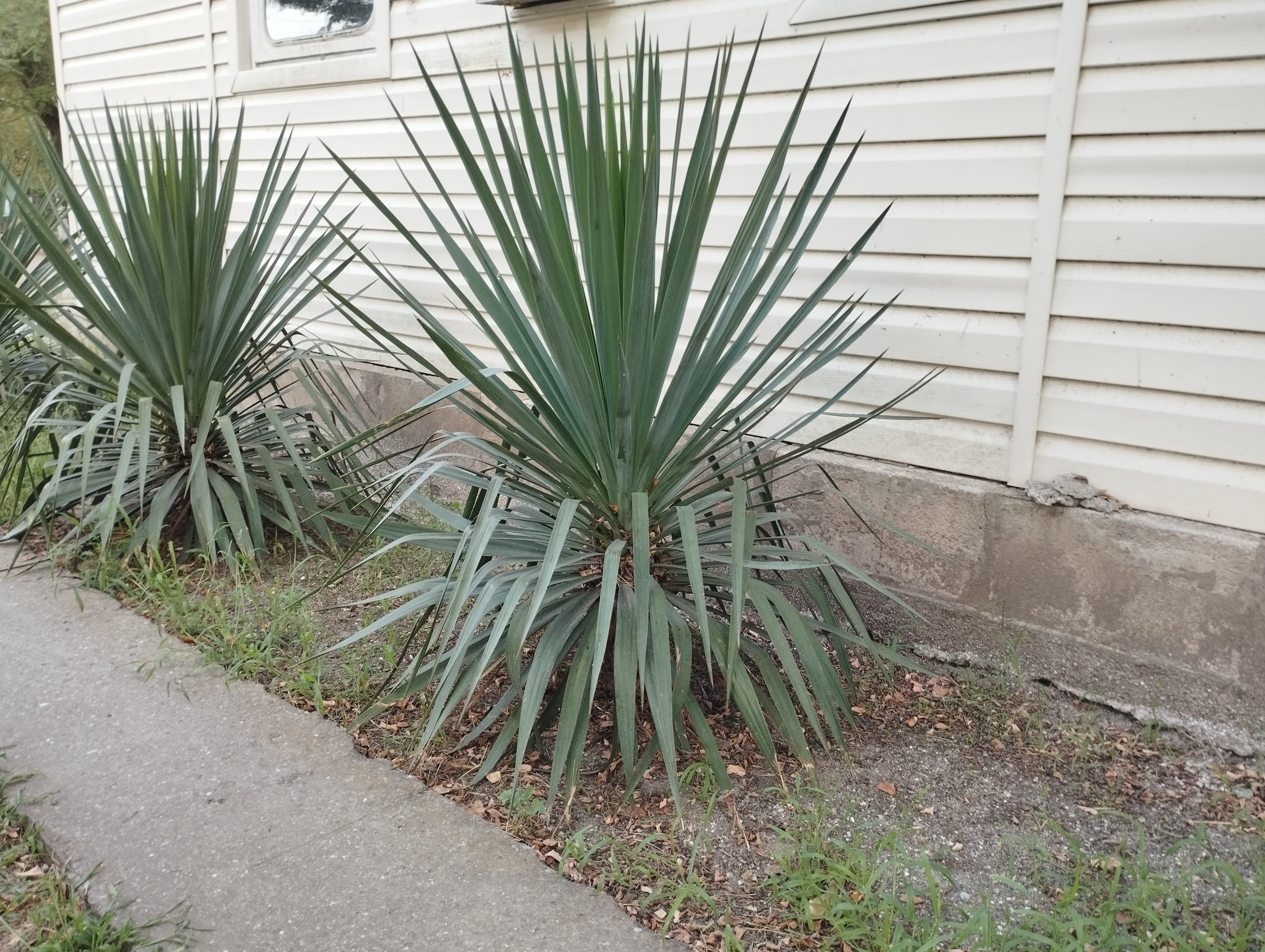
Україна, Приморське (Ізмаїльський район)

Ареал роду простягнувся від Атлантичного узбережжя Флориди і островів Карибського моря, через південні штати США і Мексику до Каліфорнії.
Використовується як декоративна рослина в південних областях України.
Юки ростуть у посушливих місцях, надаючи перевагу сухим відкритим просторам з піщаними, кам'янистими або вапняними ґрунтами. Багато видів зустрічаються в пустелях з креозотовими кущами (Larrea tridentata) в асоціації з дазіліріоном (Dasylirion) окотилом (Fouquieria splendens), опунцією та іншими колючими рослинами. У сосново-ялівцевих лісах на висоті 2000 — 2450 м ростуть Yucca angustissima, юка ягодовидна (Yucca baccata), що займає дуже широкий ареал на південно-заході США, юка Стендлі (Yucca standley) — одна з найменших рослин цього роду, стебло якої у висоту не перевищує 20 см. Один з найкрасивіших видів — юка Трекуля (Yucca treculeana) на більшій частині свого ареалу росте в заростях колючих твердолистих чагарників (чапараль).
Багато видів юки є також неодмінним елементом кактусово-акацієвих саван. По берегах пересихаючих струмків, біля підніжжя гір або по краях крутих кам'янистих каньйонів — скрізь можна зустріти самотньо зростаючі юки, які, як правило, не утворюють щільних насаджень. Винятком у цьому плані є юка коротколиста (Yucca brevifolia), відома під назвою «дерево Джошуа» («Yoshua-tree»). Вражає незвичайний зовнішній вигляд цієї рослини. Величезне дерево, висотою до 9 м, з потужним, рясно і химерно розгалуженим стовбуром, як древній велетень, підноситься в пустелі серед безплідних пісків і невисоких колючих чагарників. Ця юка одна з небагатьох, що розвивають величезну крону. Найстаріші екземпляри, за деякими даними, досягали віку 800 років. Ареал юки коротколистої проходить через пустелю Мохаве в штатах Аризона і Каліфорнія. У цих місцях вона іноді утворює своєрідні розріджені ліси, які тягнуться на кілька кілометрів. Для збереження цієї дивного рослини був створений в околицях Ріверсайда (штат Каліфорнія) заповідник «Національний парк дерева Джошуа» (англ. Joshua Tree National Park).

## Види

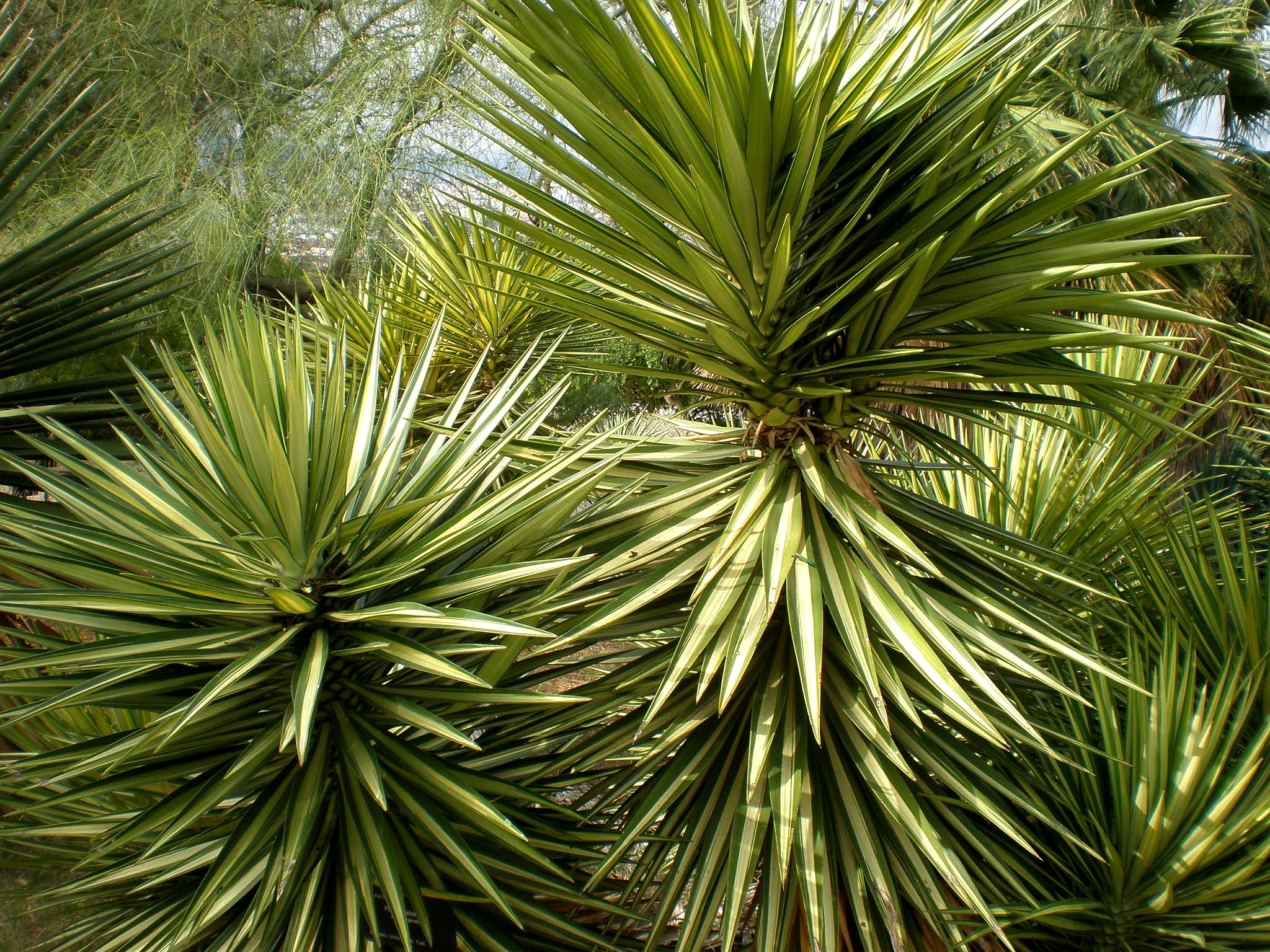
Yucca aloifolia
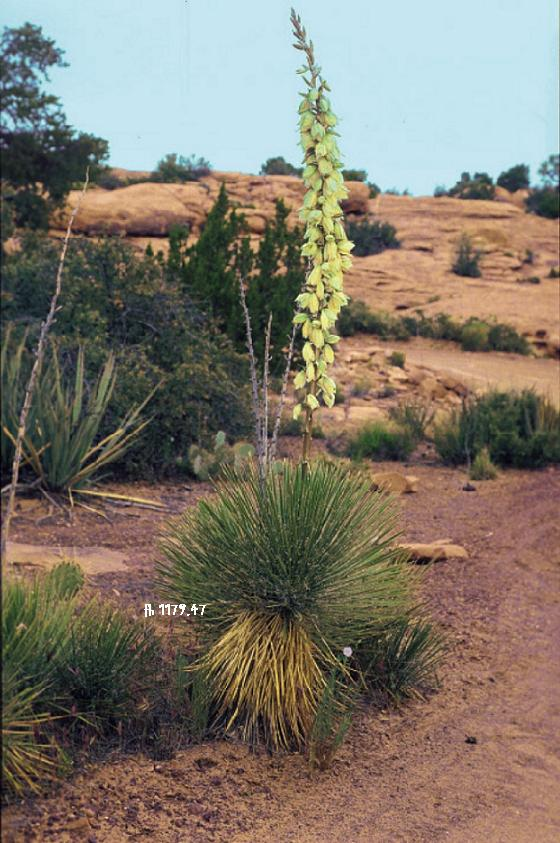
Yucca angustissima
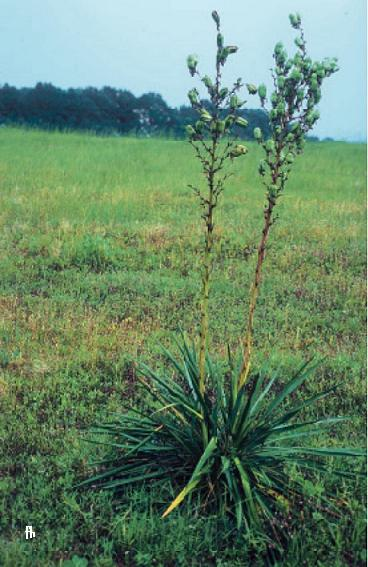
Yucca arkansana
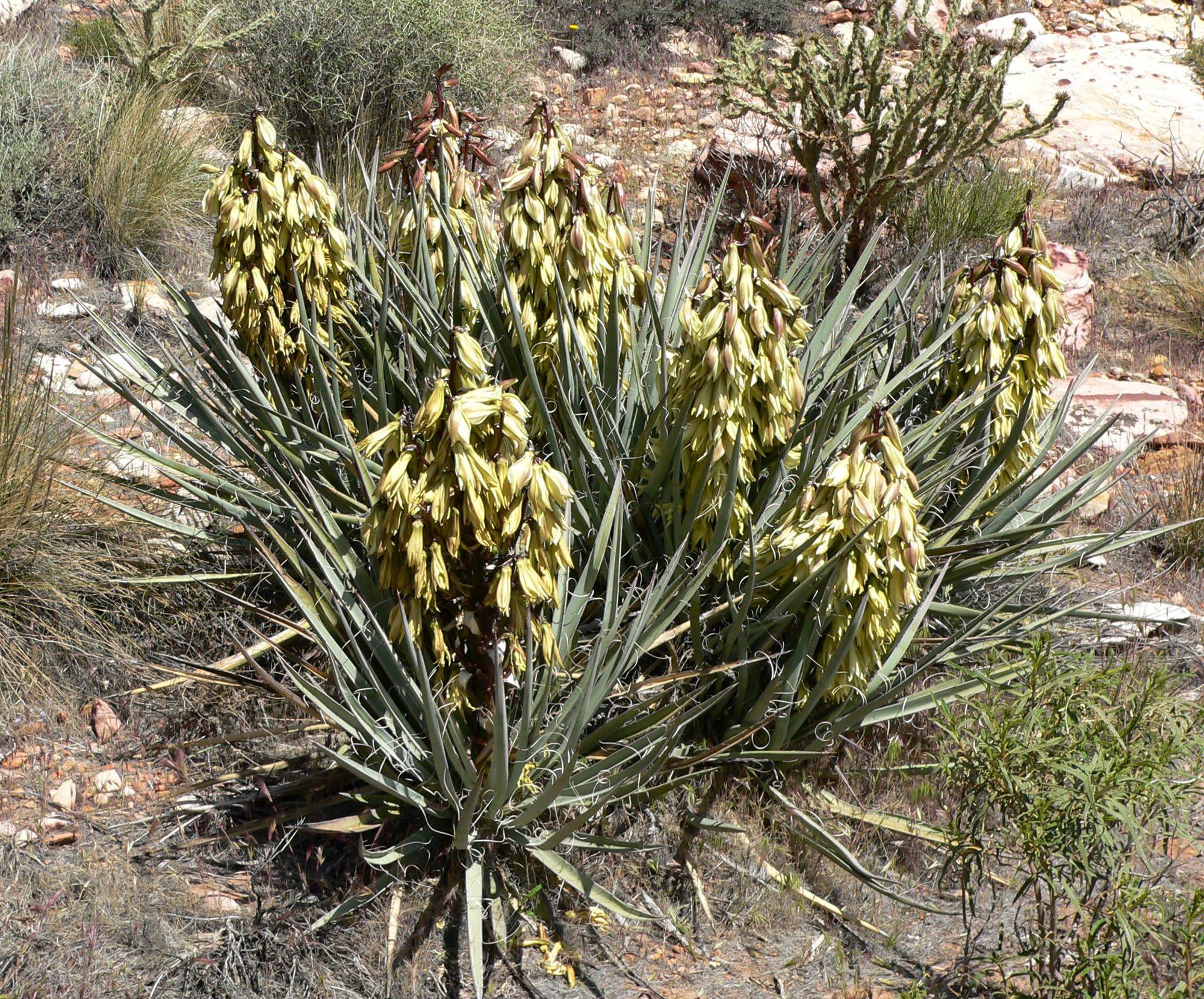
Yucca baccata
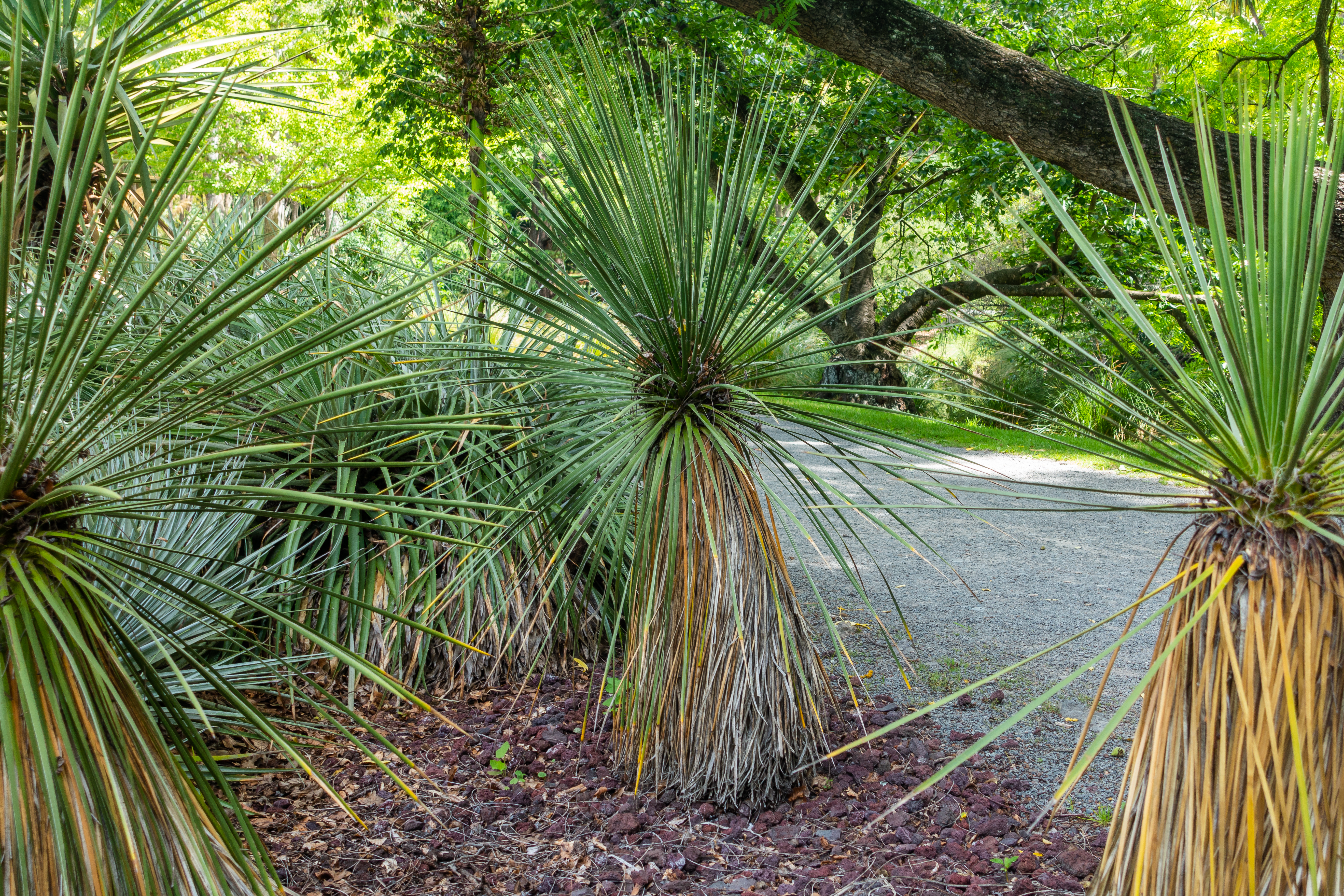
Yucca baileyi
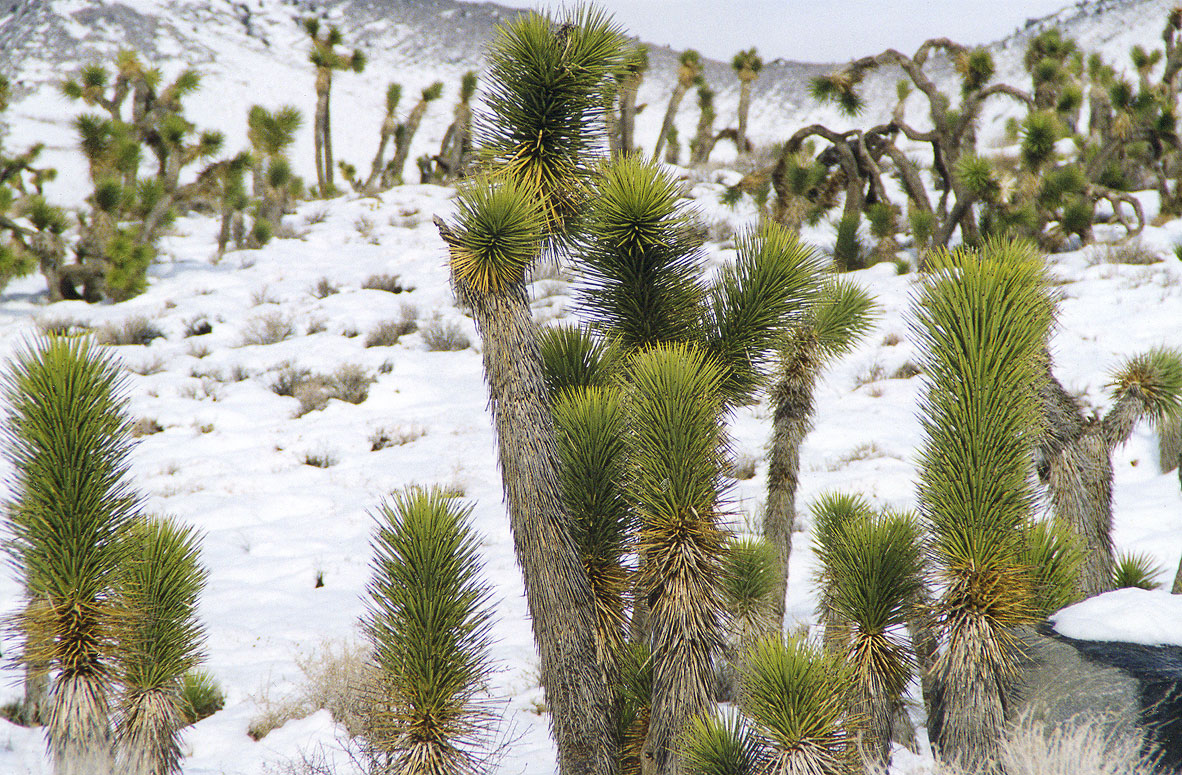
Yucca brevifolia
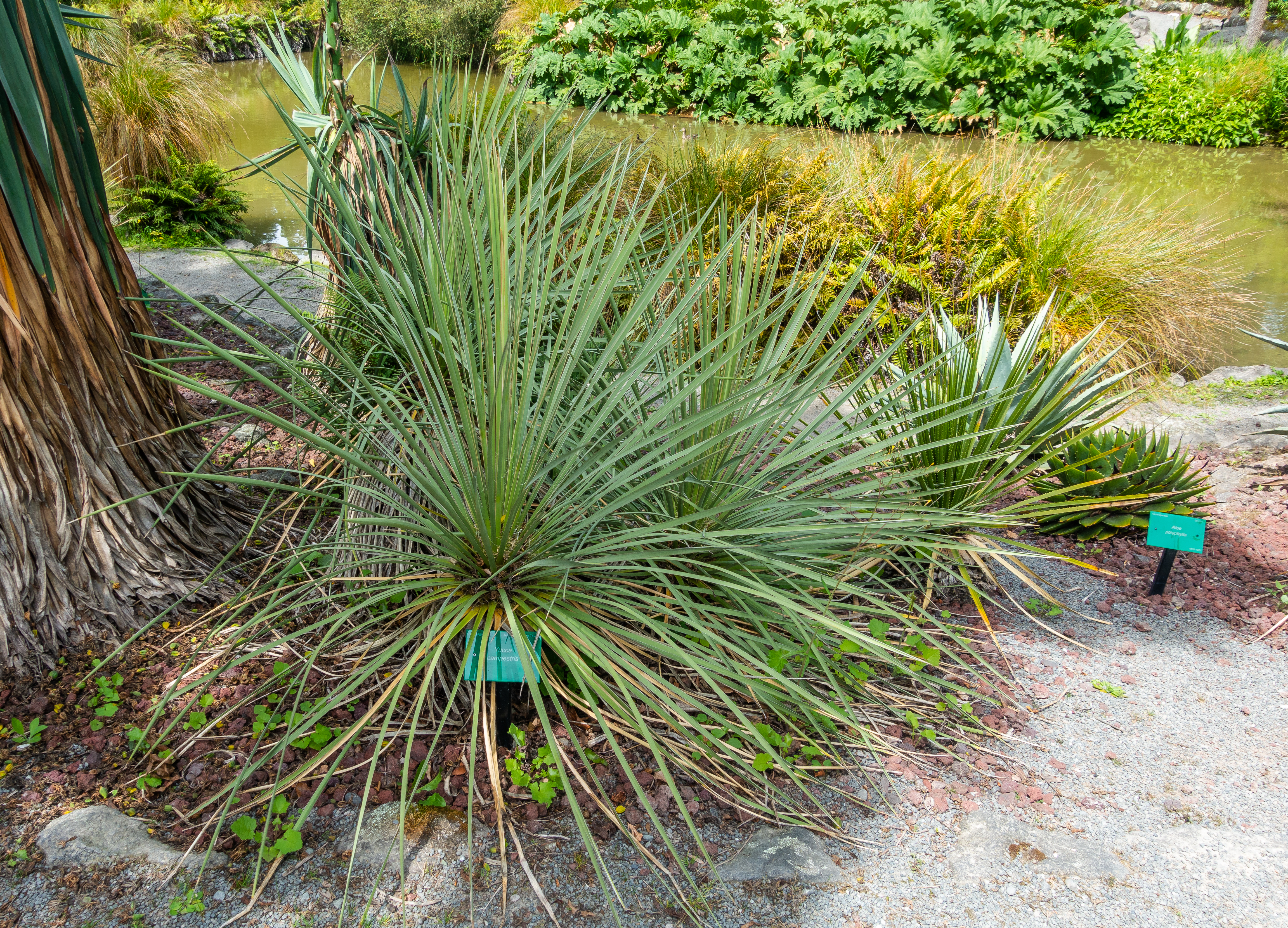
Yucca campestris
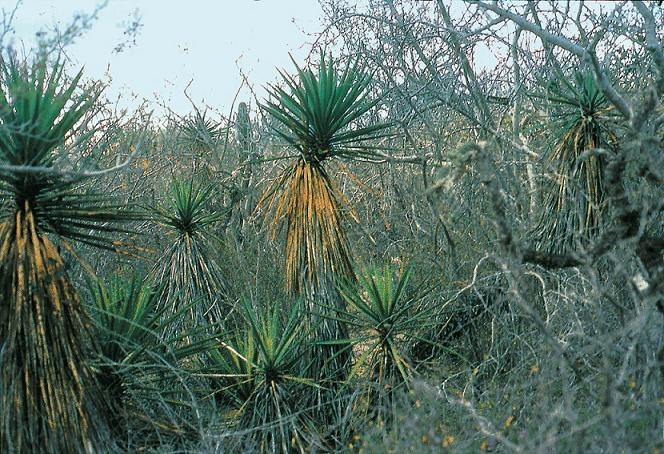
Yucca capensis
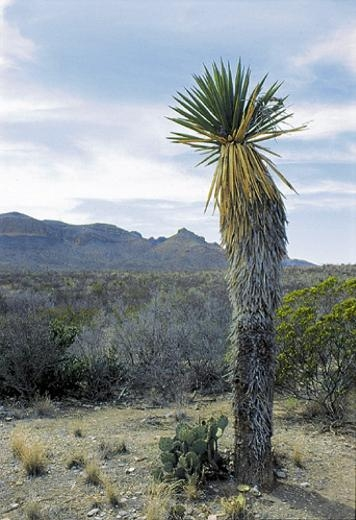
Yucca carnerosana
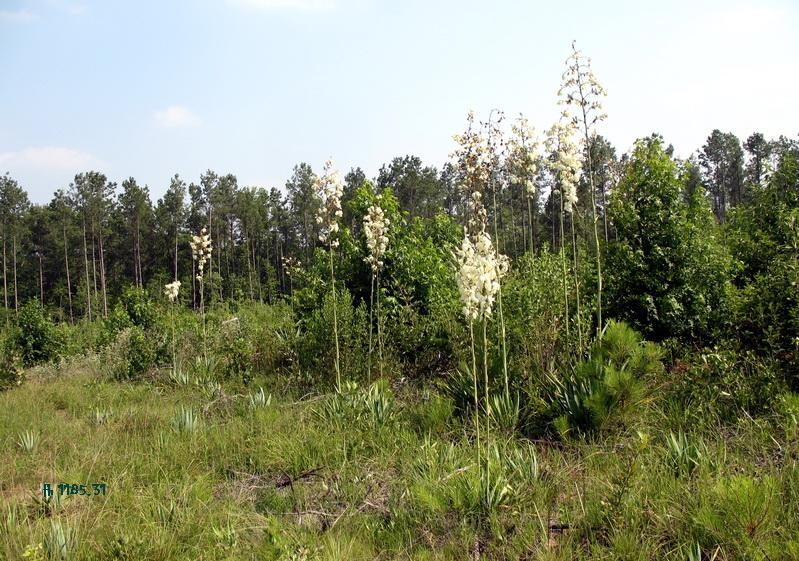
Yucca cernua
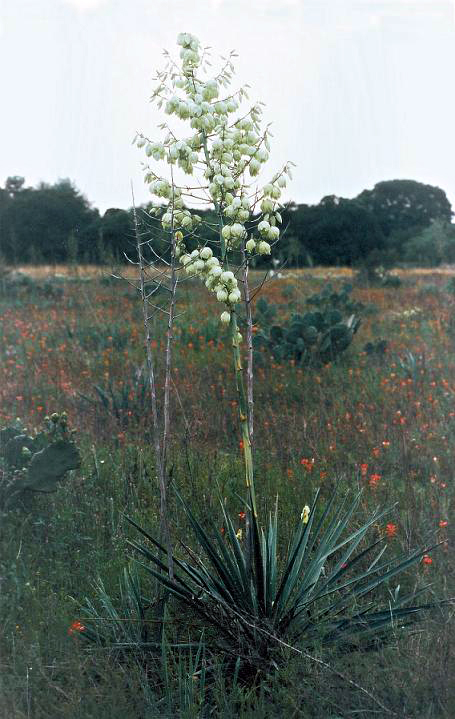
Yucca coahuilensis
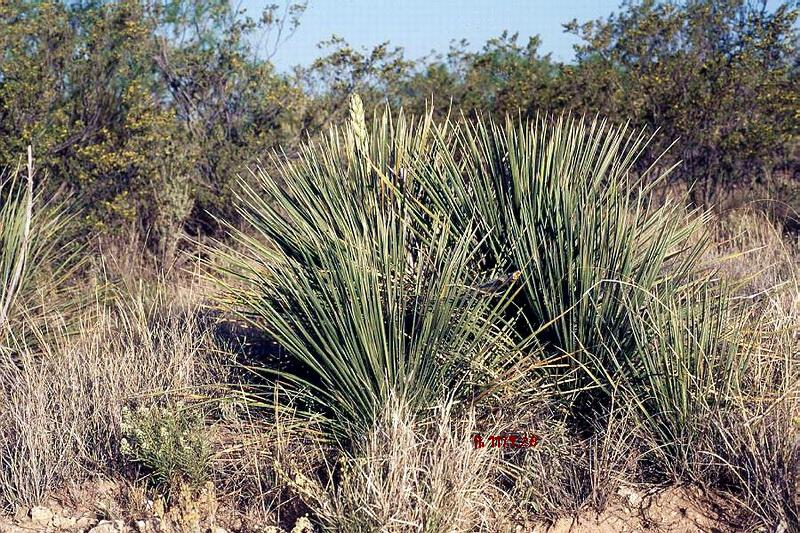
Yucca constricta
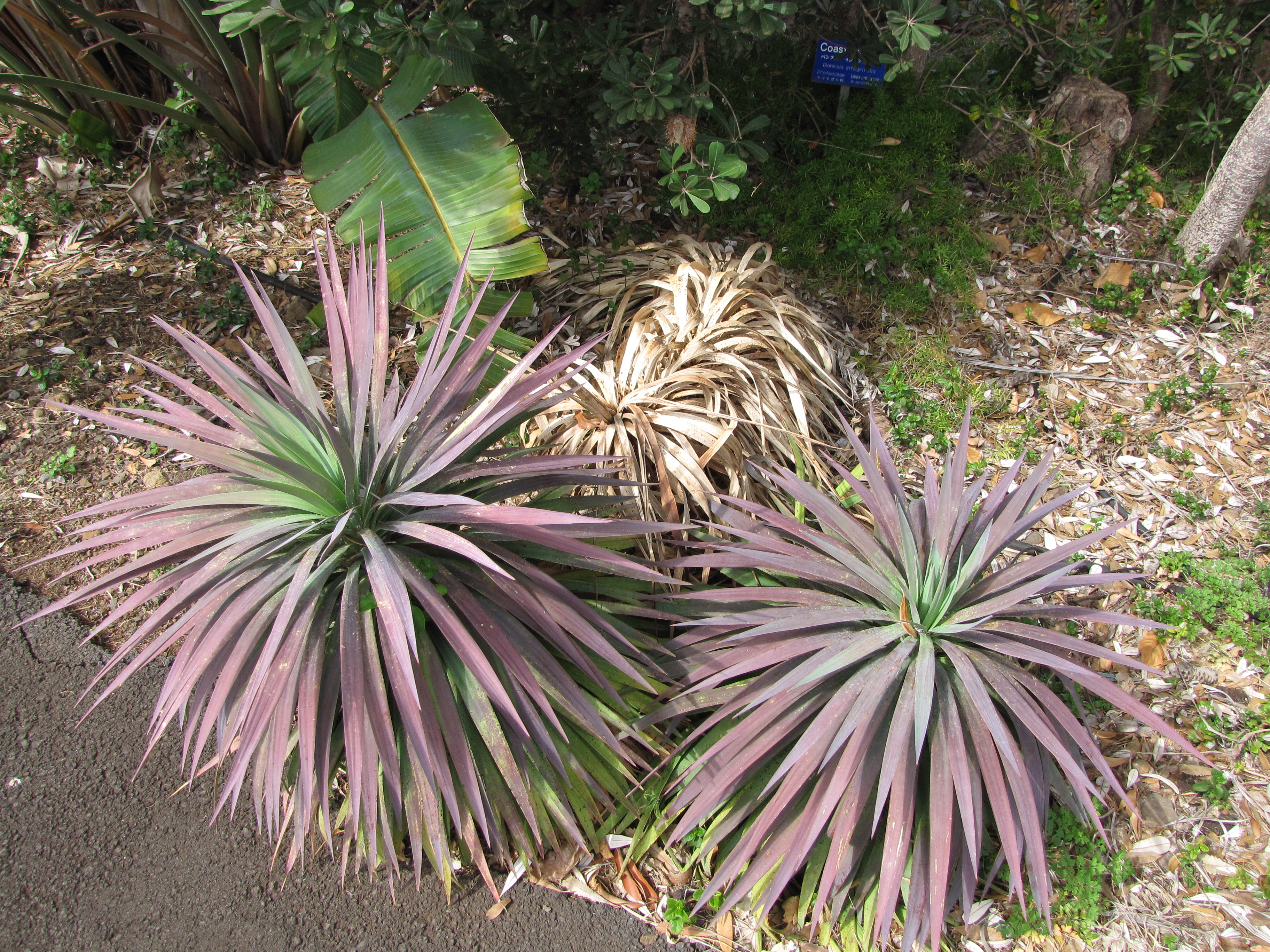
Yucca desmetiana
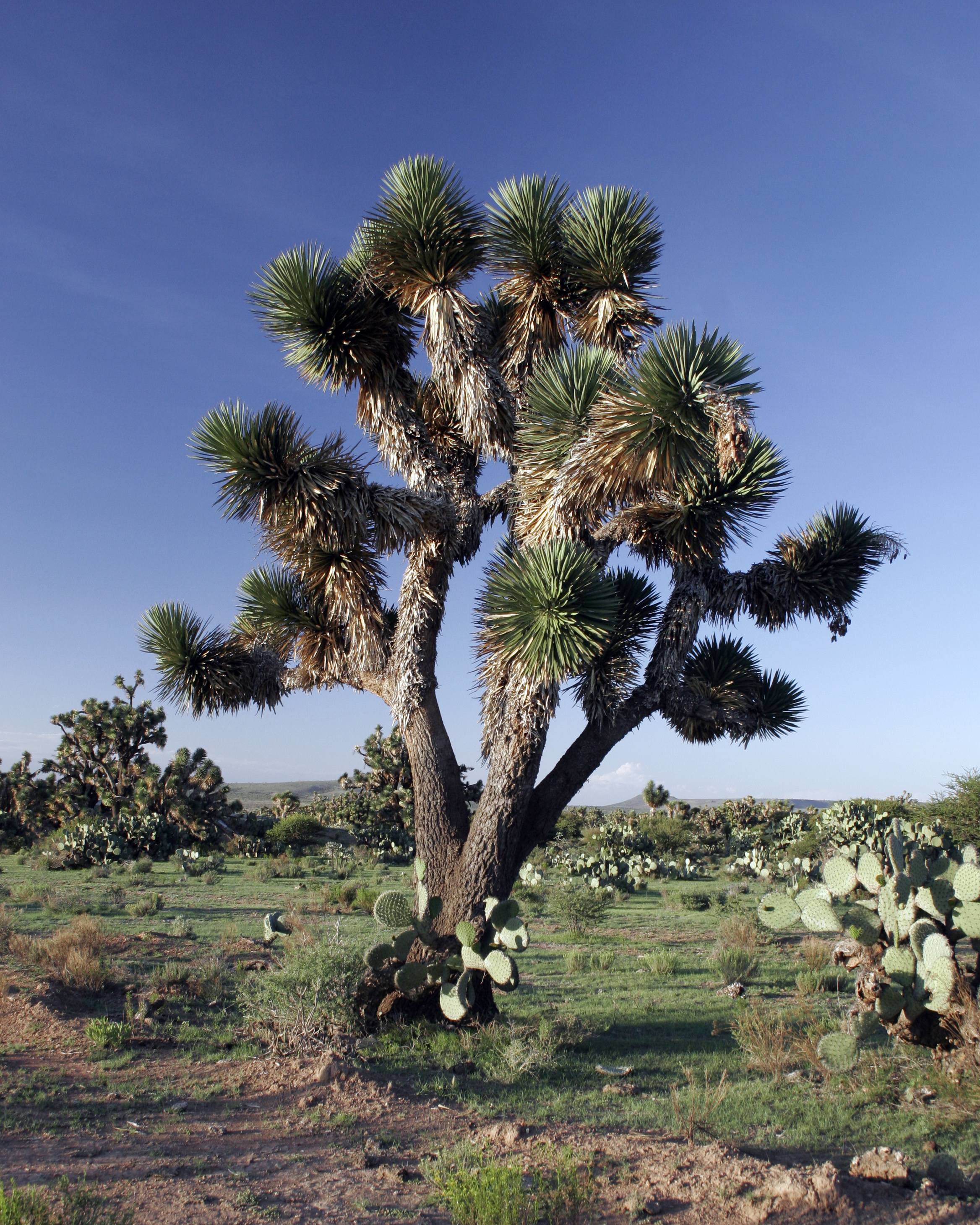
Yucca decipiens
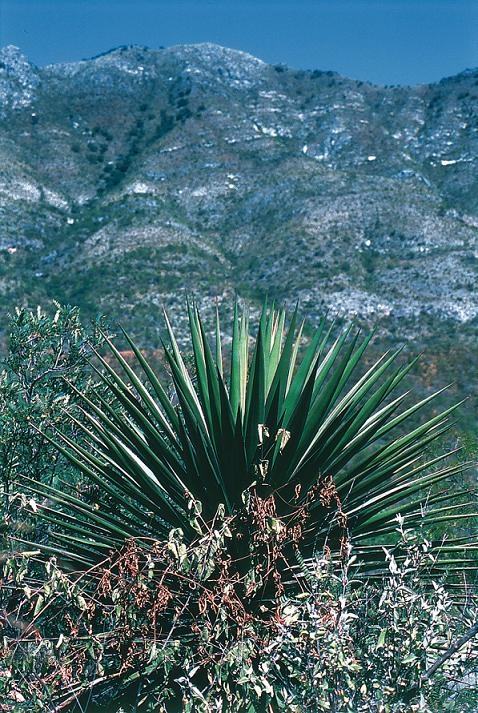
Yucca declinata
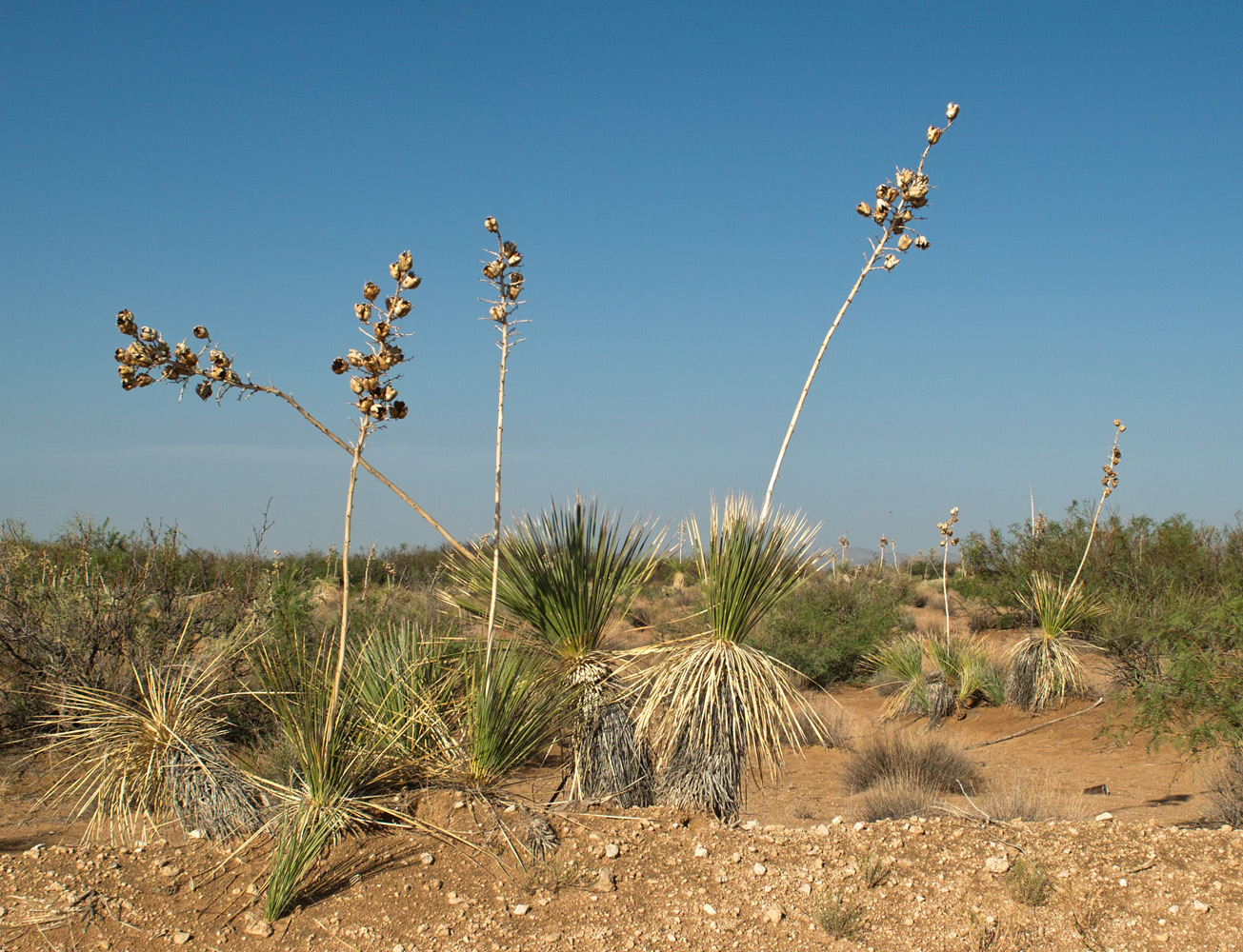
Yucca elata
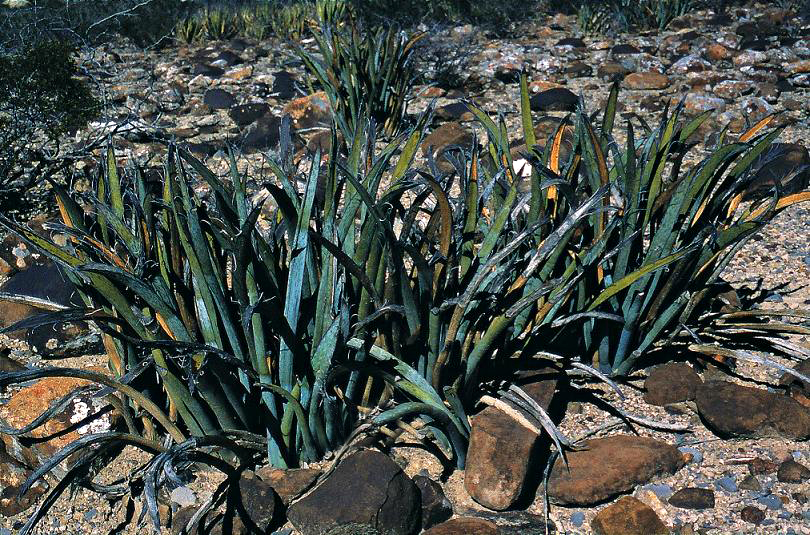
Yucca endlichiana
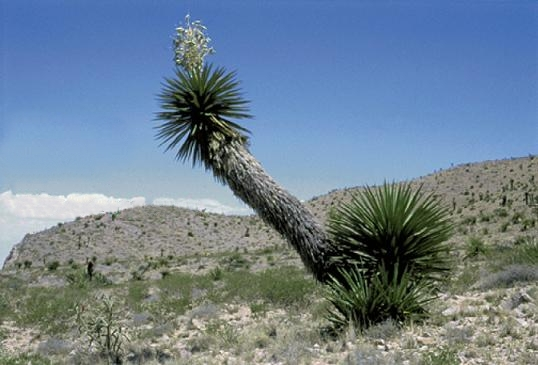
Yucca faxoniana
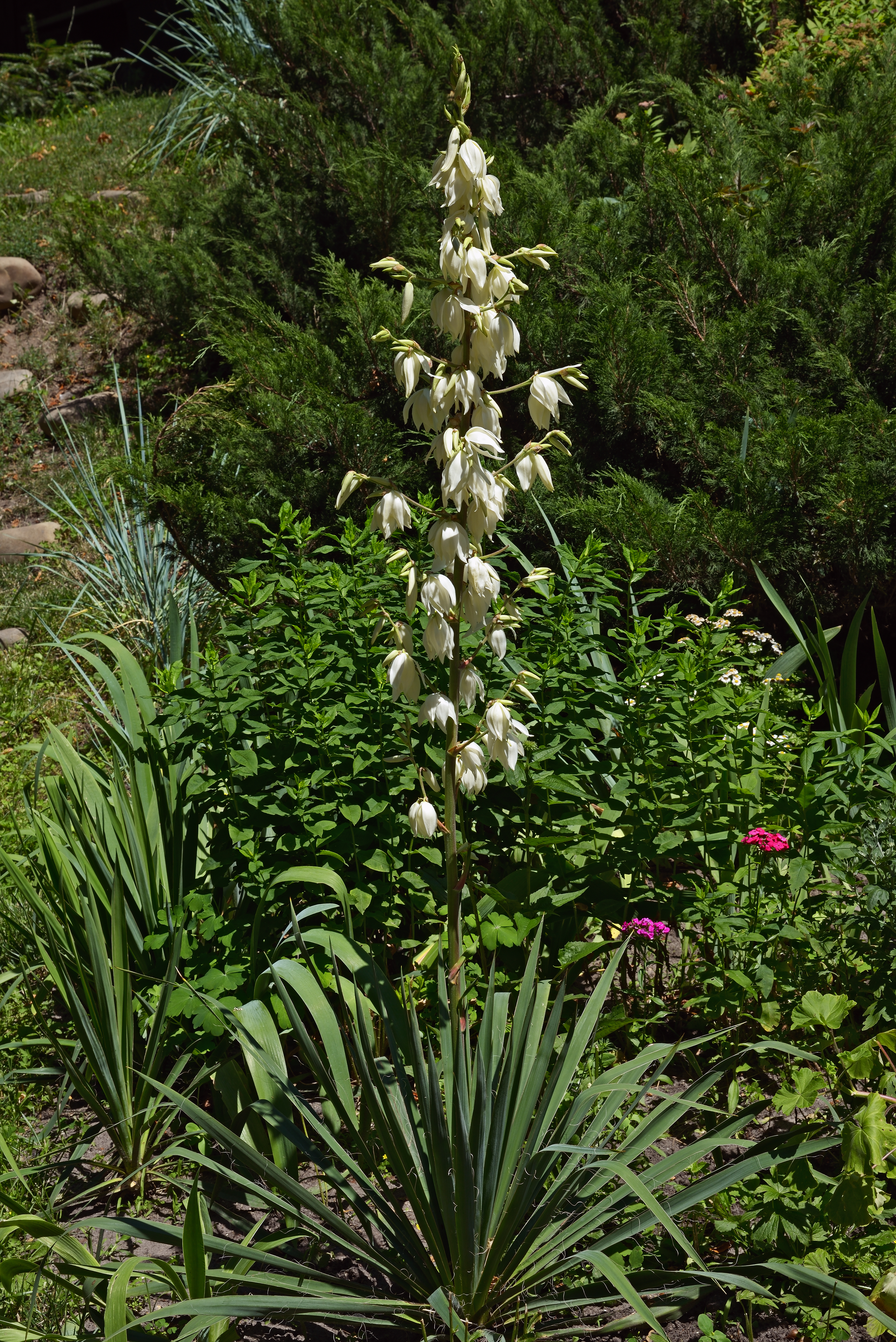
Yucca filamentosa
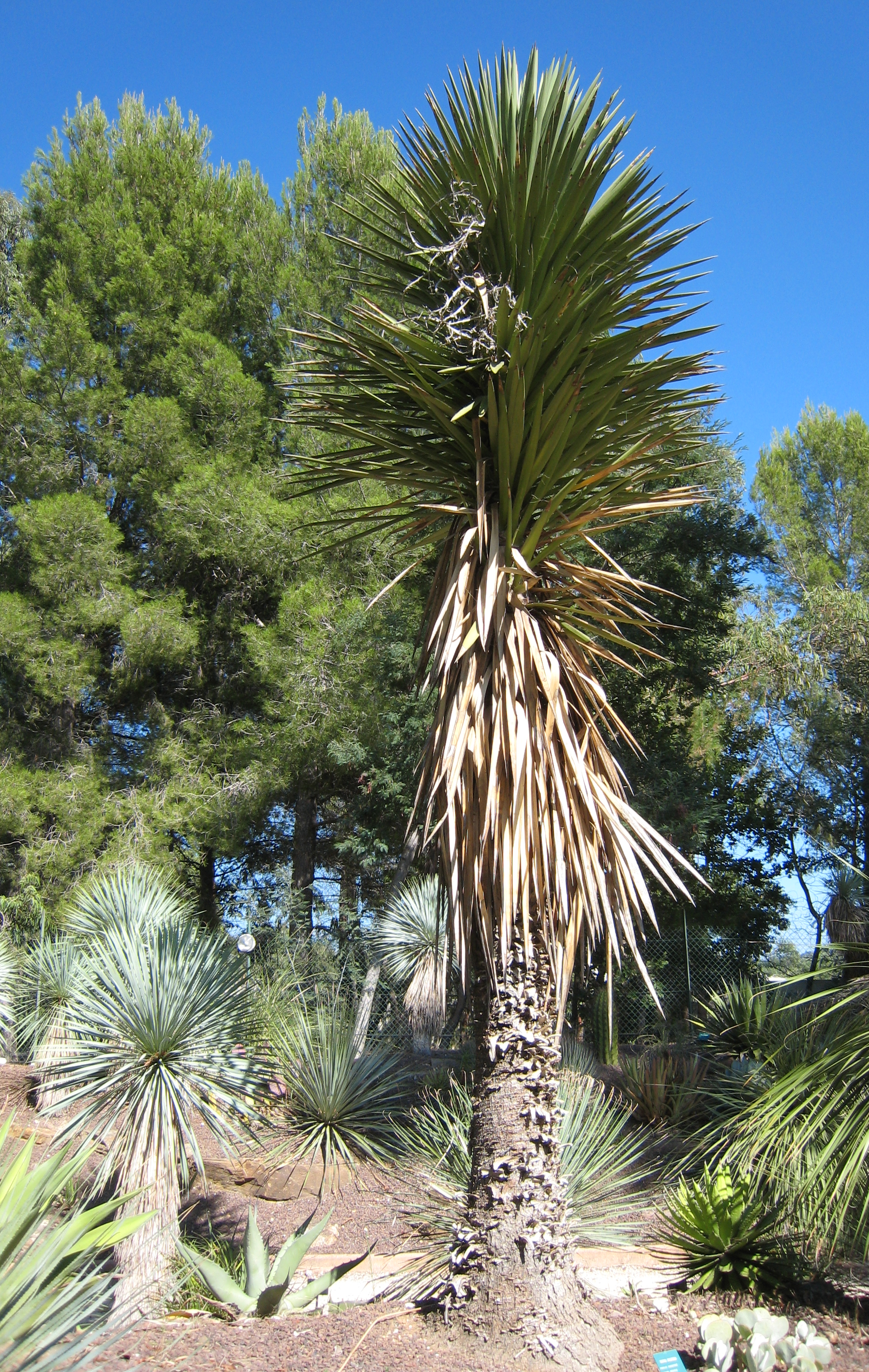
Yucca filifera
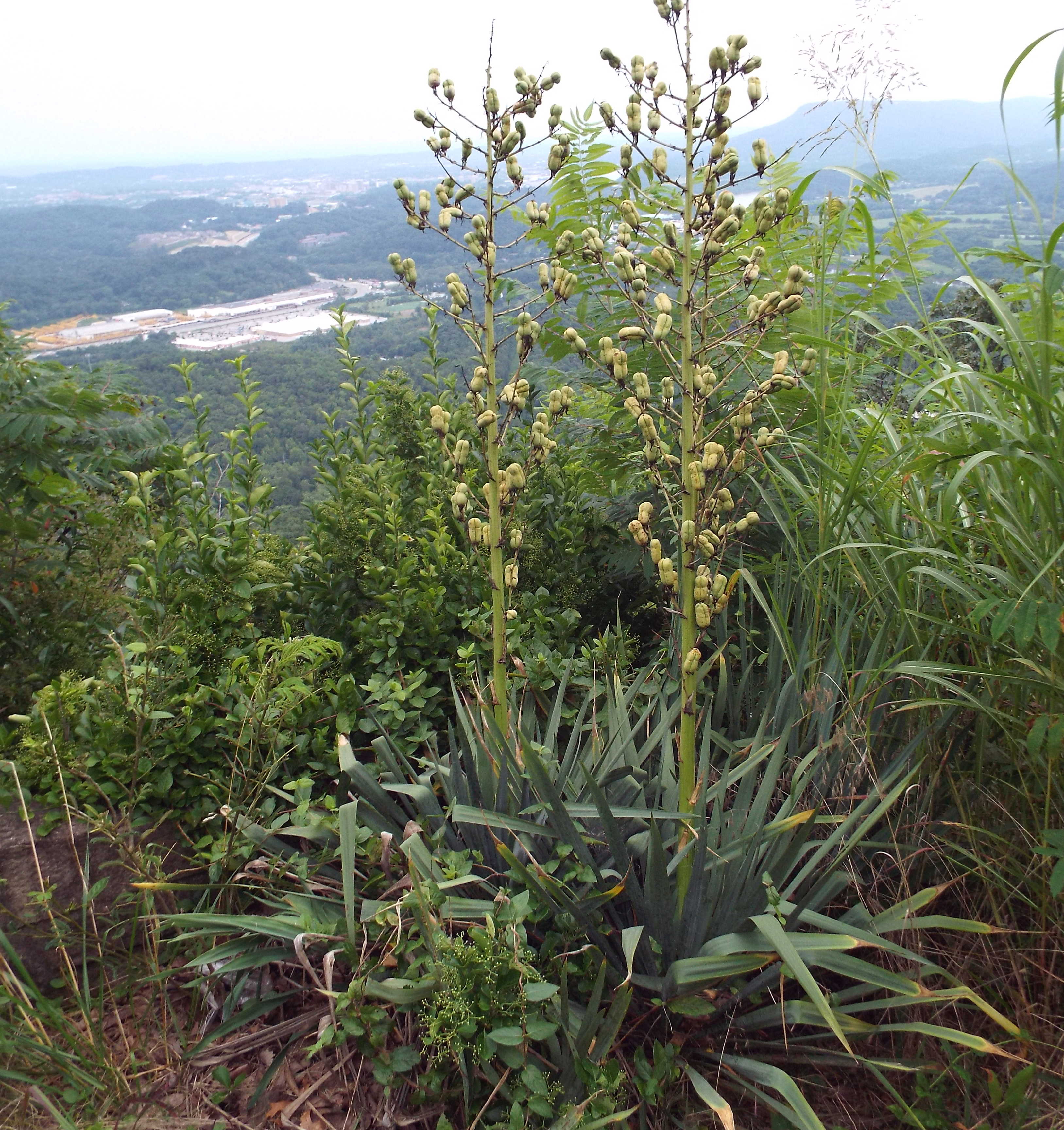
Yucca flaccida
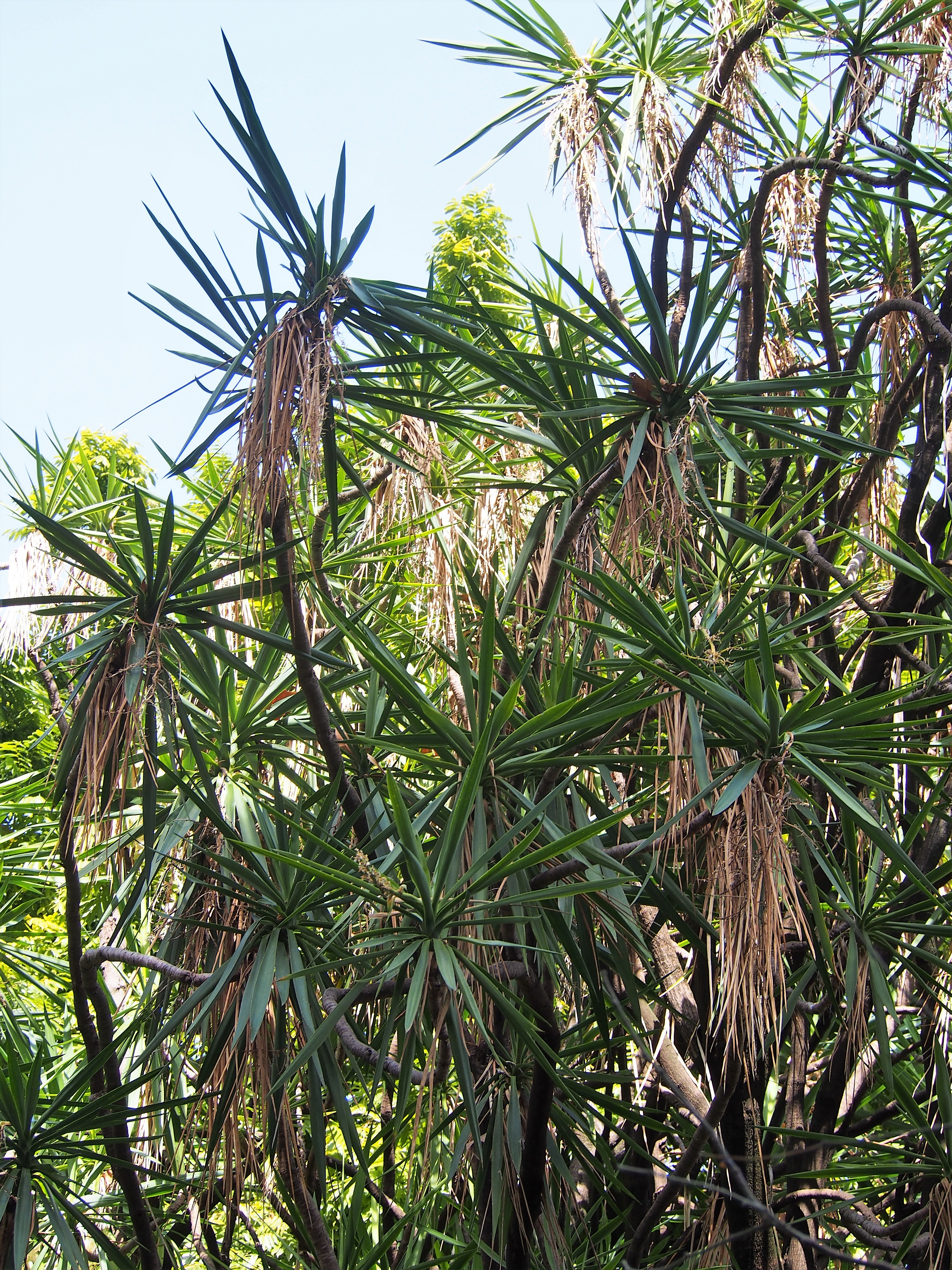
Yucca gigantea
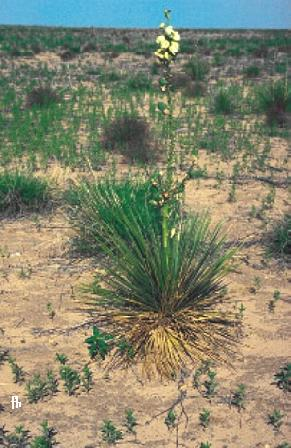
Yucca glauca
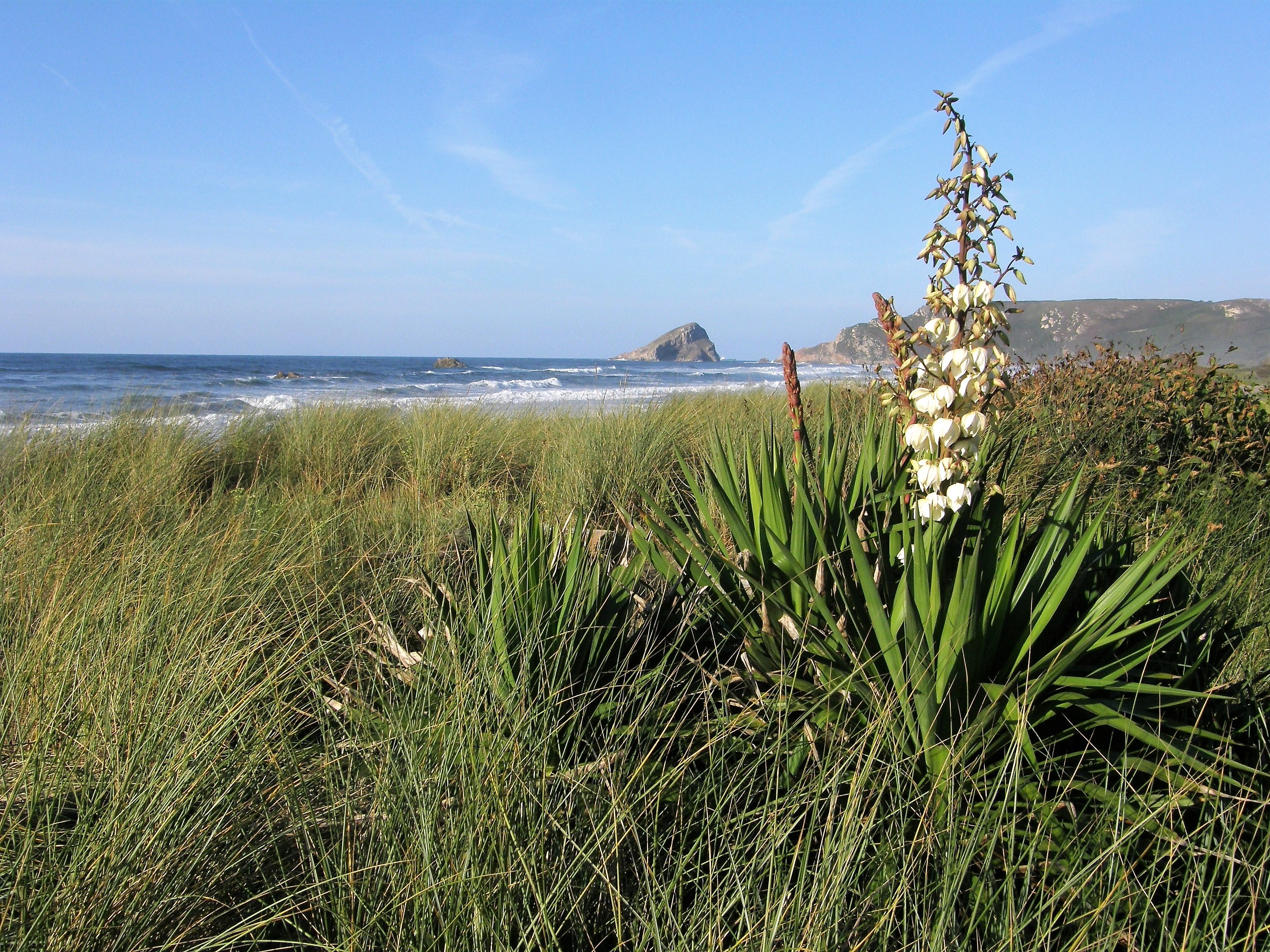
Yucca gloriosa
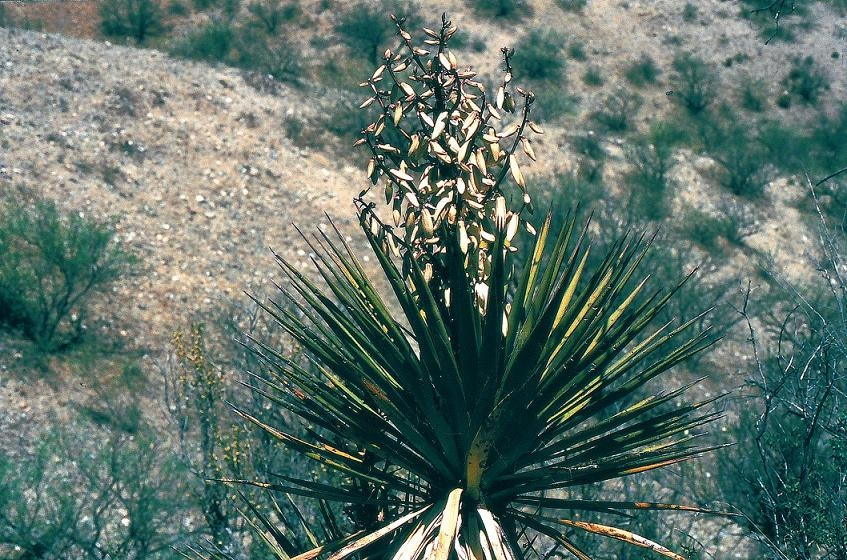
Yucca grandiflora
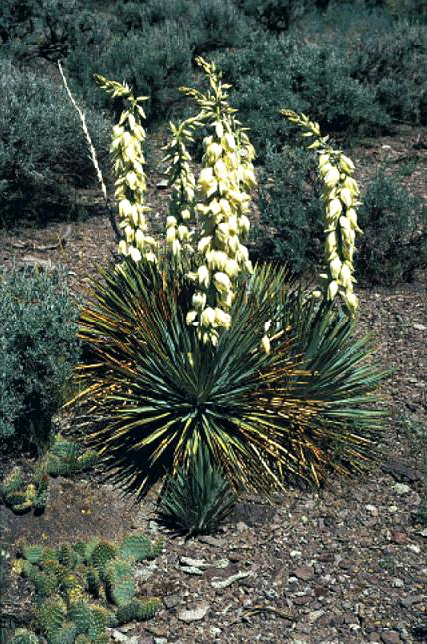
Yucca harrimaniae
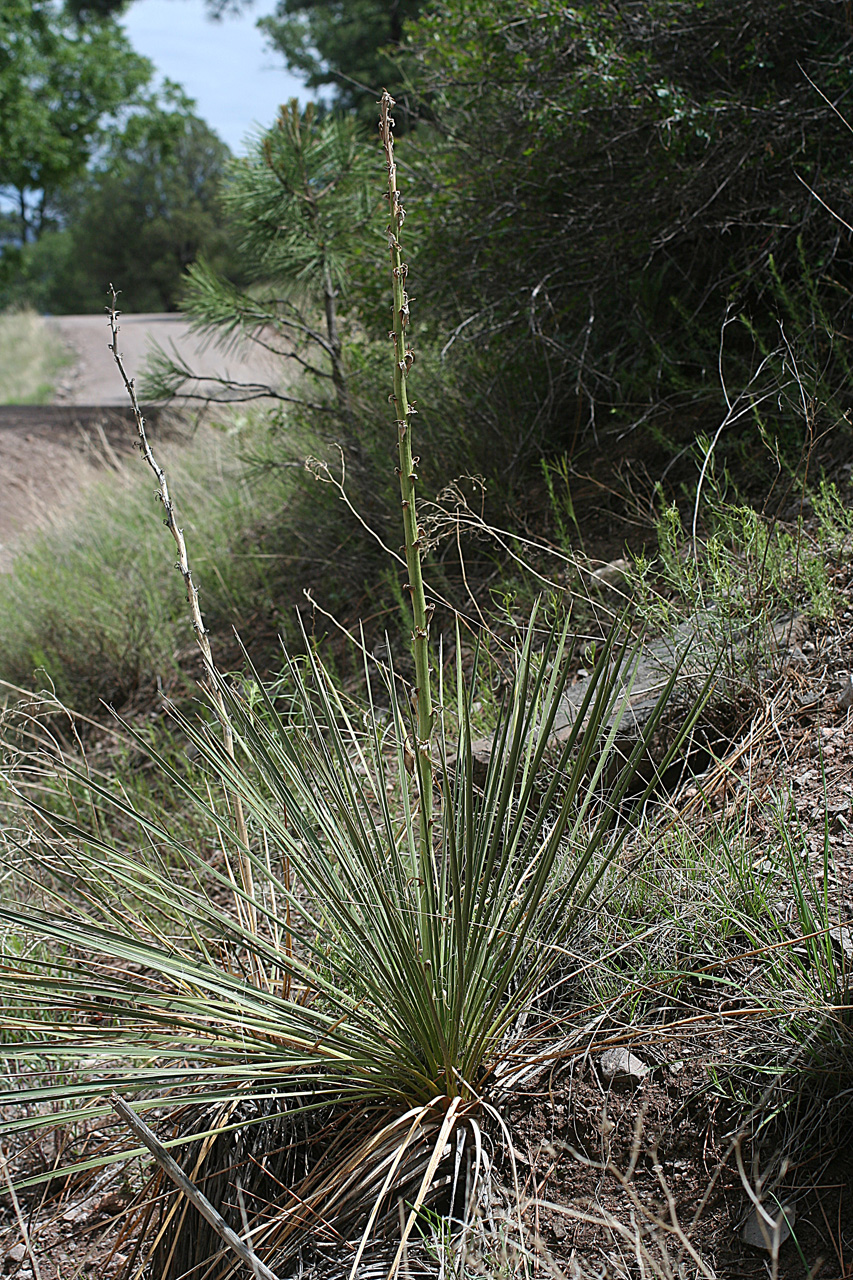
Yucca intermedia
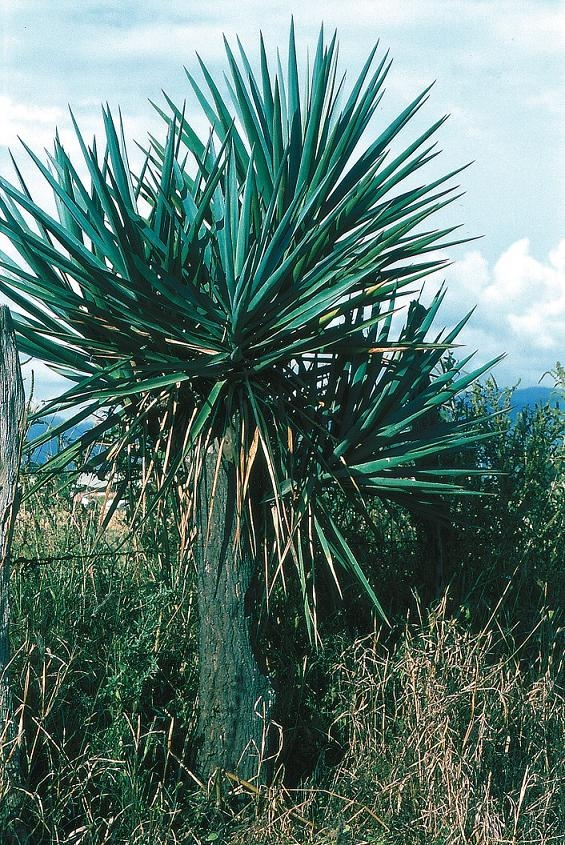
Yucca jaliscensis
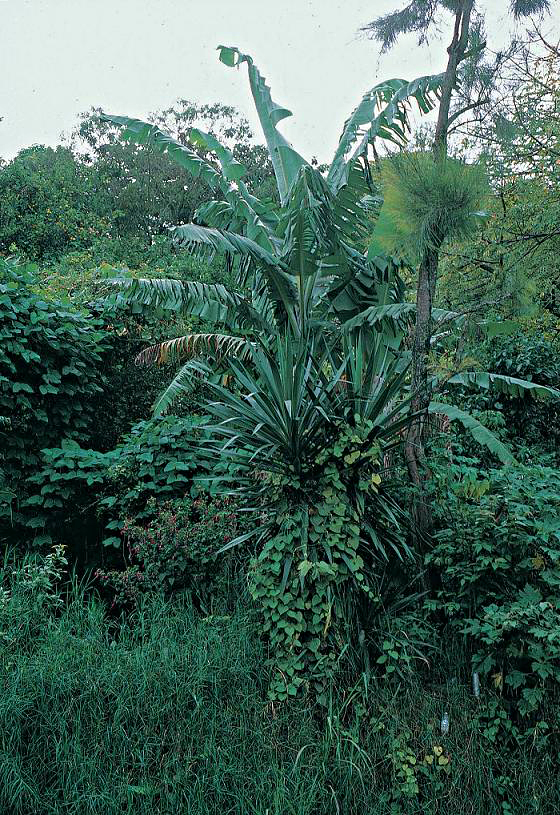
Yucca lacandonica
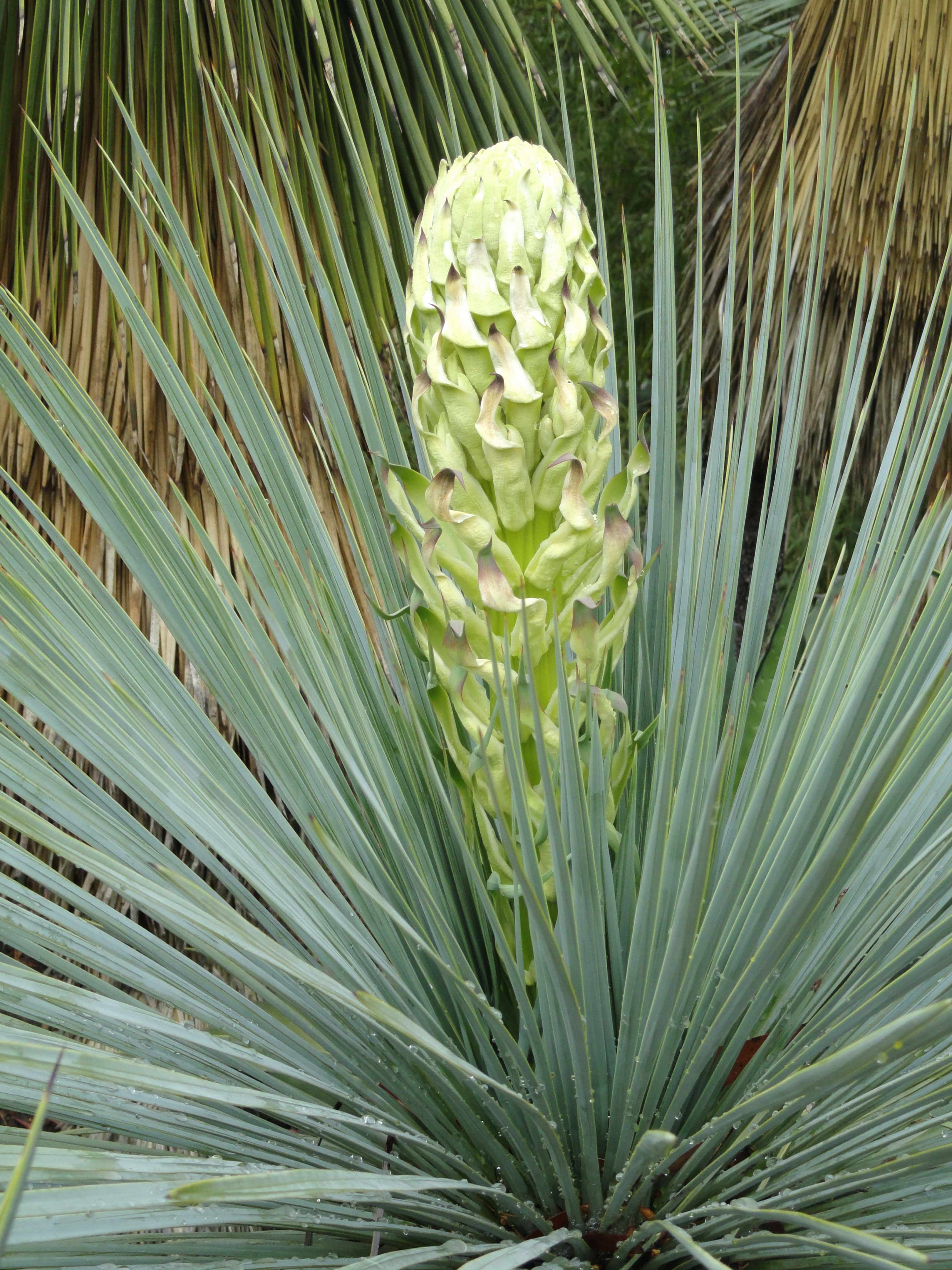
Yucca linearifolia
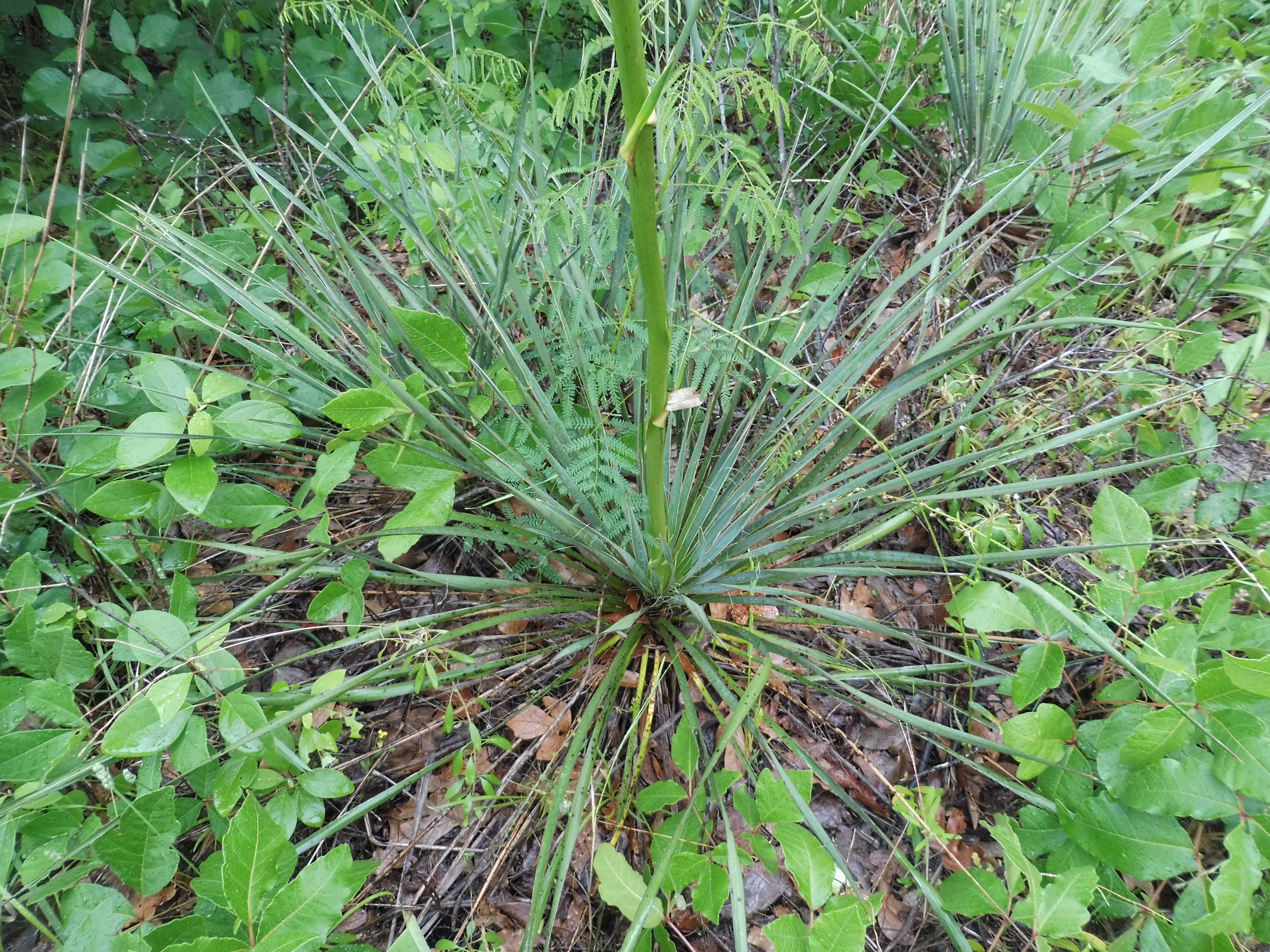
Yucca louisianensis
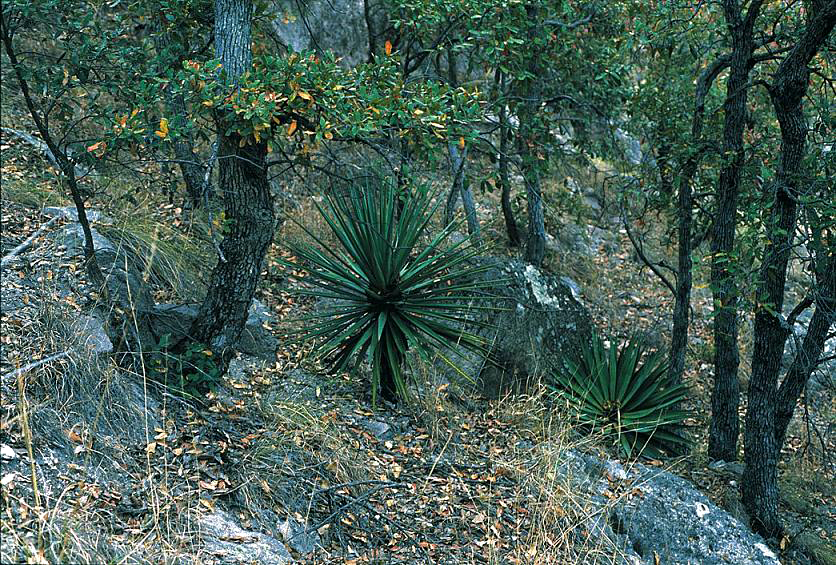
Yucca madrensis
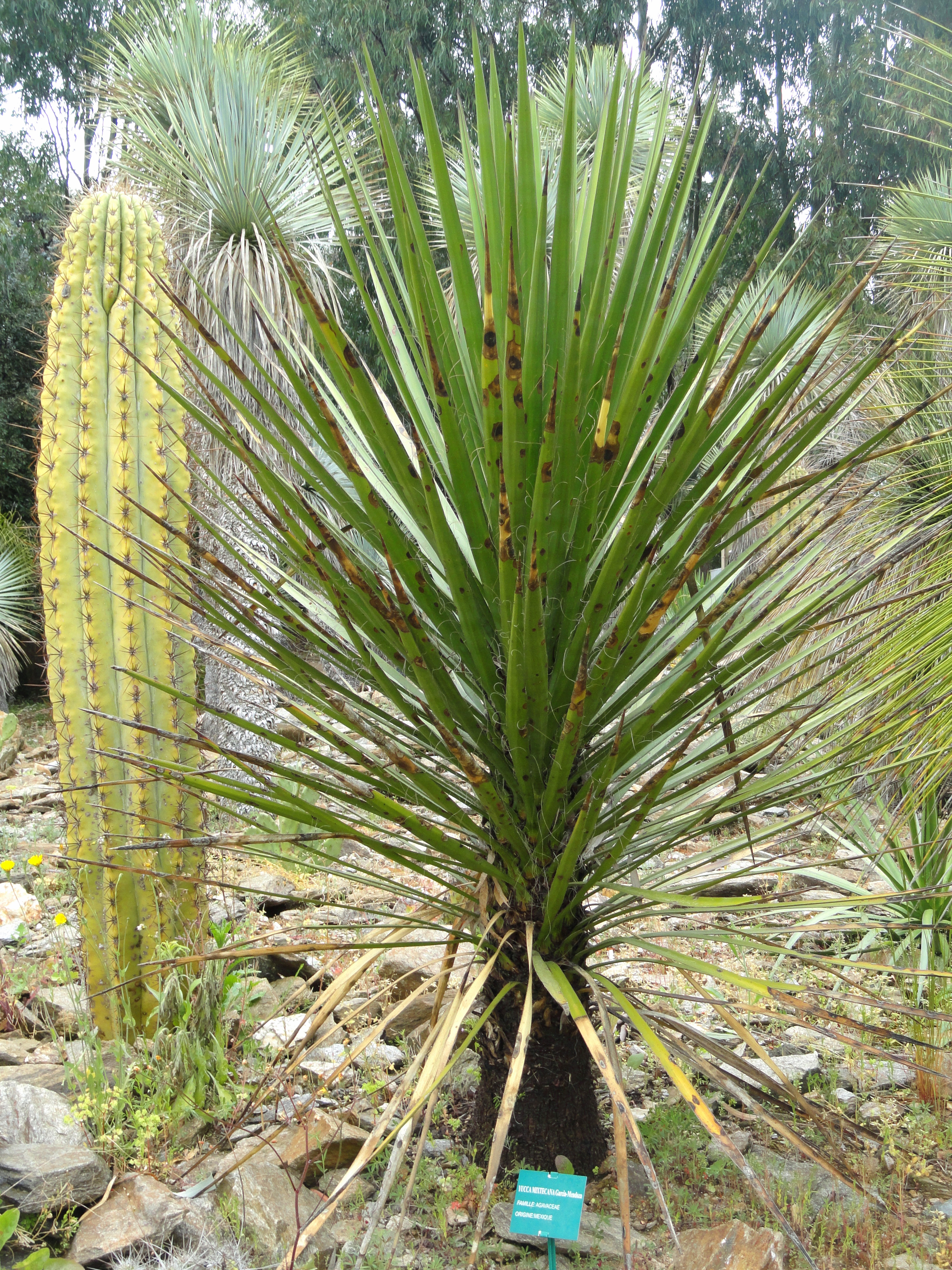
Yucca mixtecana
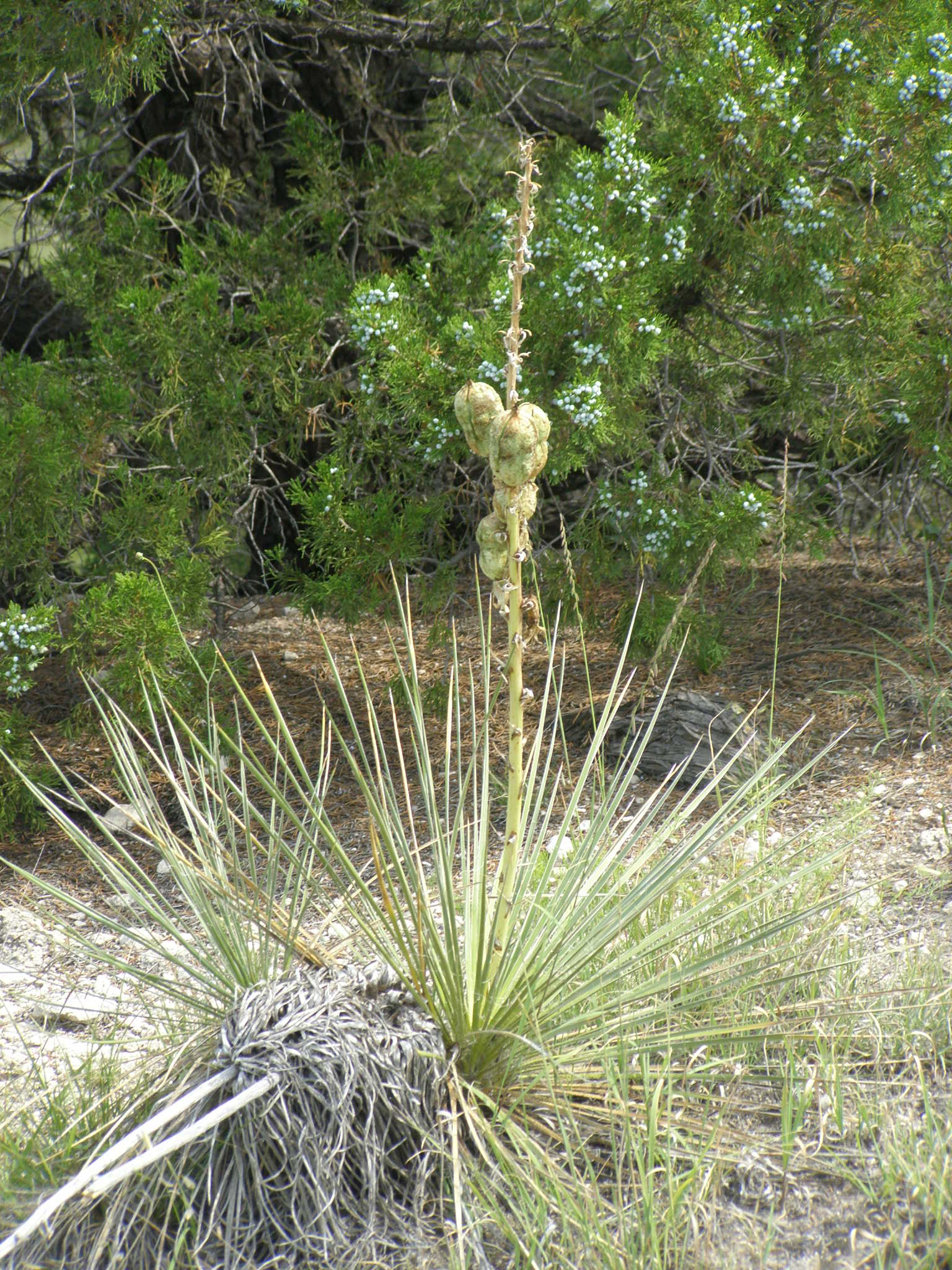
Yucca necopina
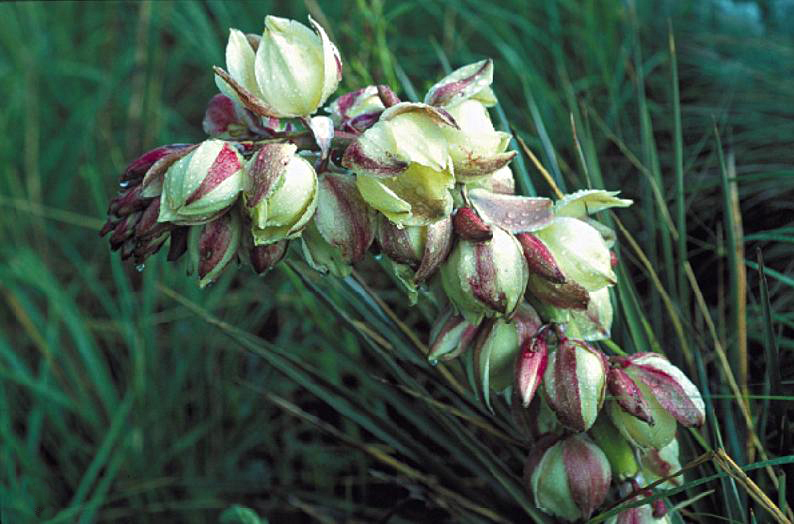
Yucca neomexicana
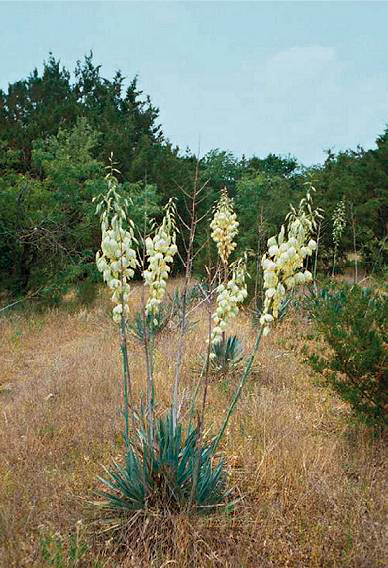
Yucca pallida
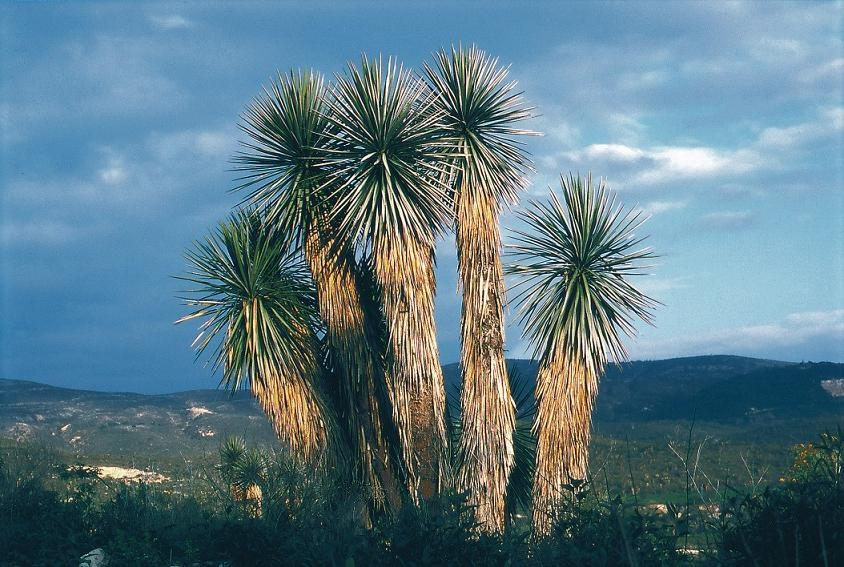
Yucca periculosa
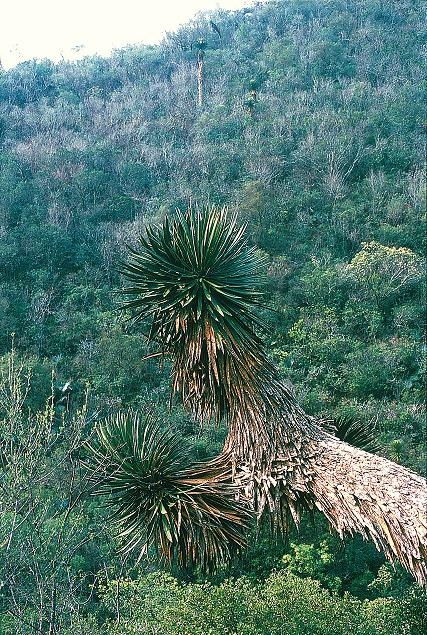
Yucca potosina
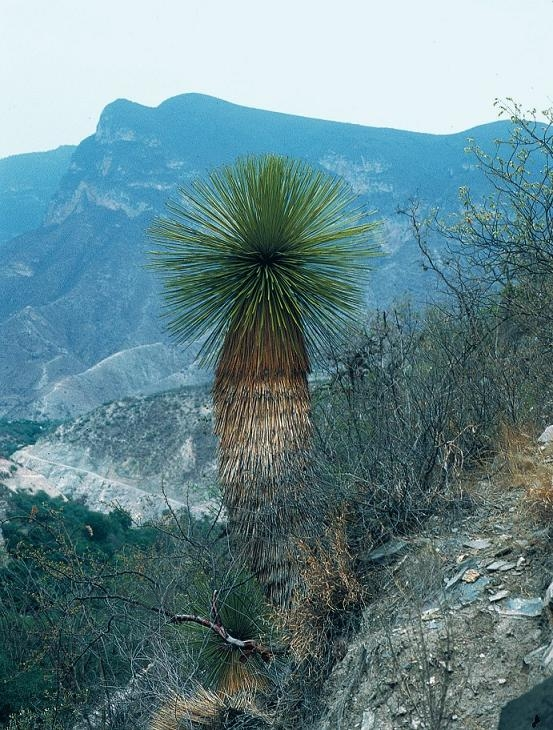
Yucca queretaroensis
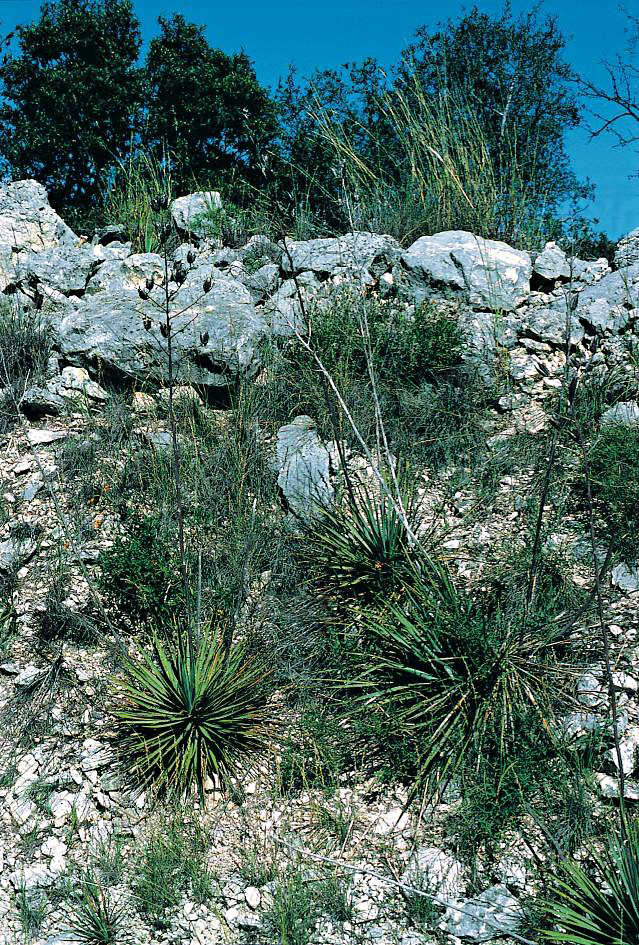
Yucca reverchonii
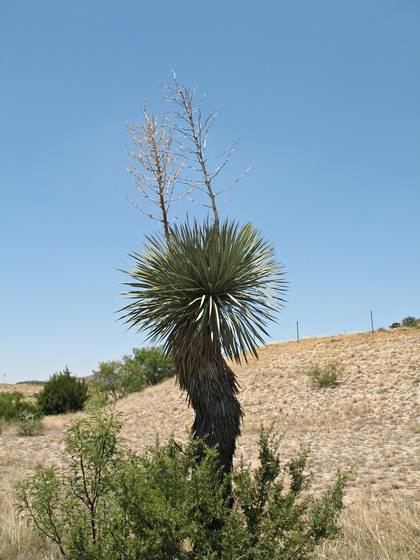
Yucca rostrata
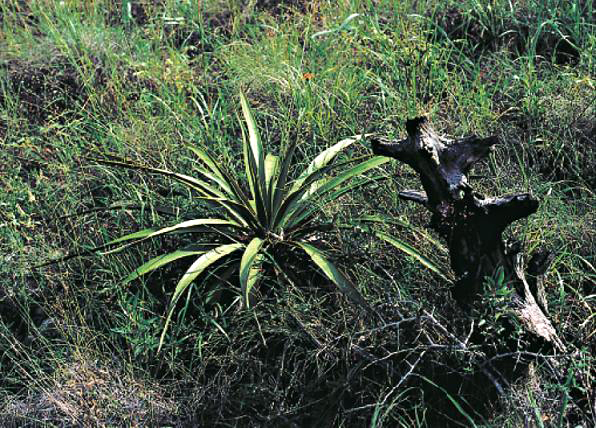
Yucca rupicola
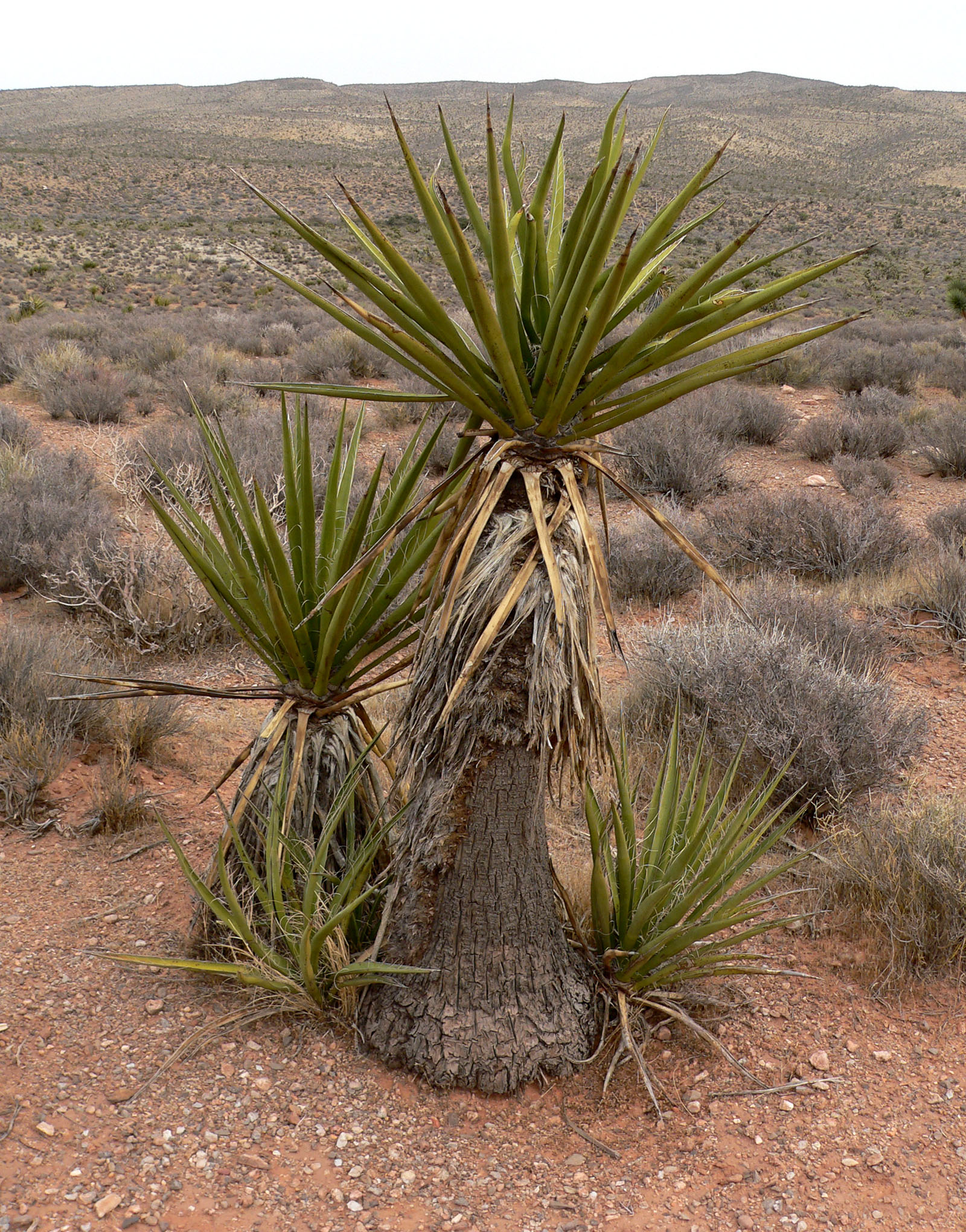
Yucca schidigera
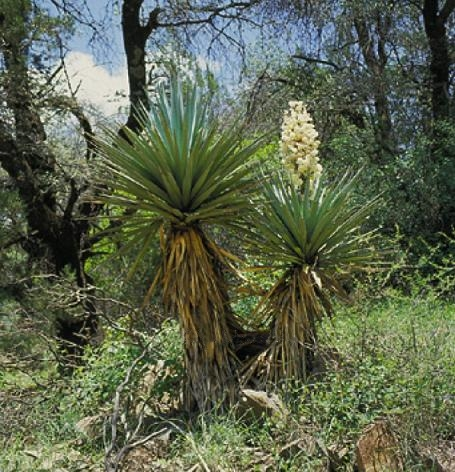
Yucca schottii
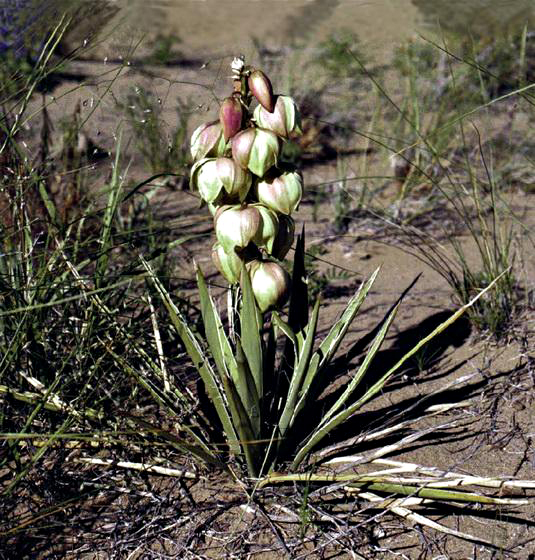
Yucca sterilis
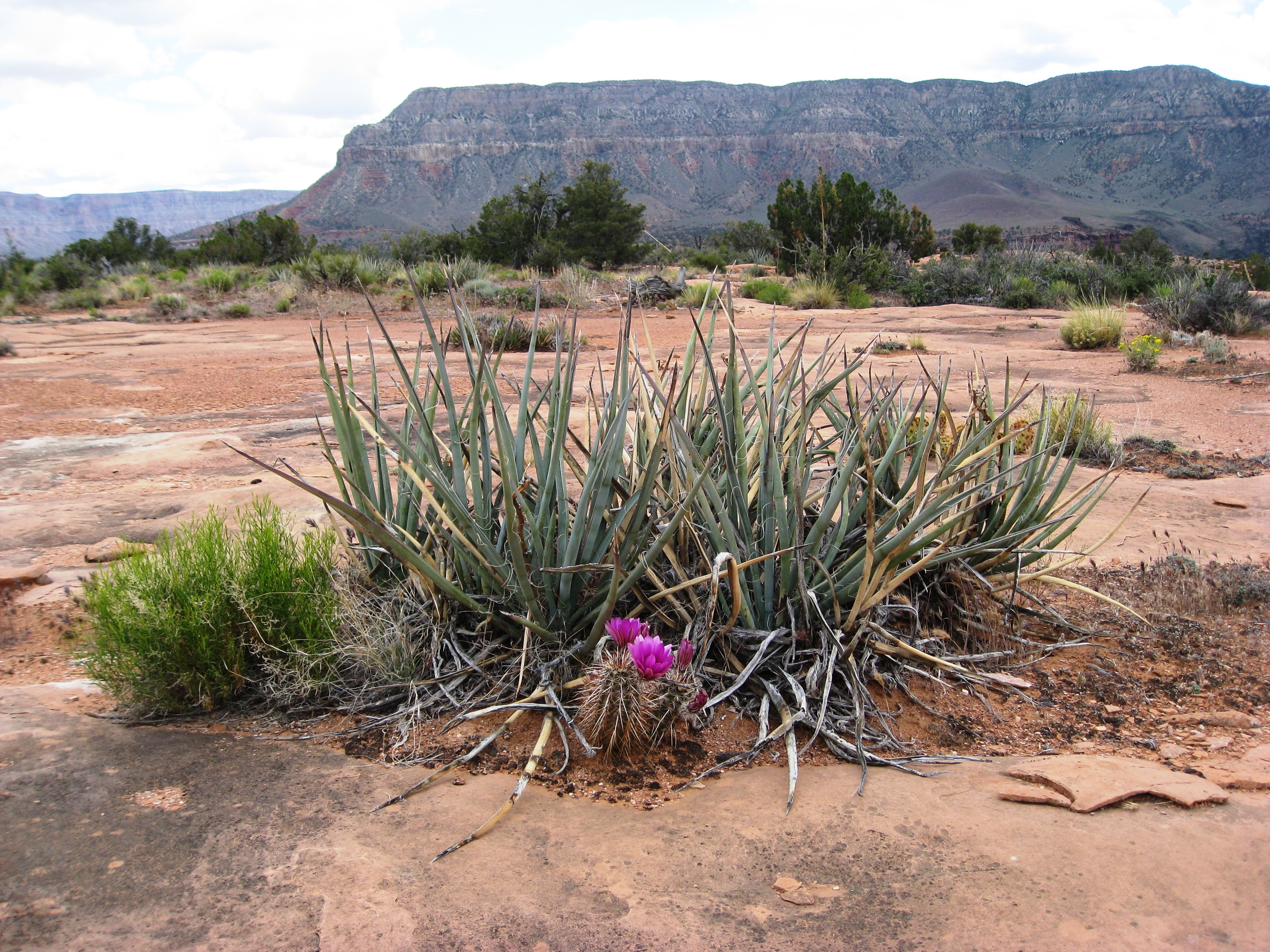
Yucca tenuistyla
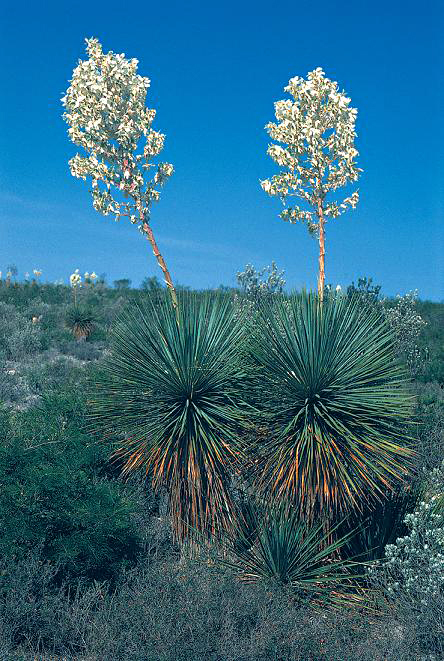
Yucca thompsoniana
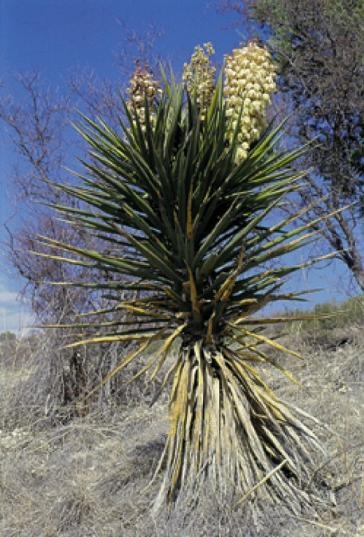
Yucca torreyi
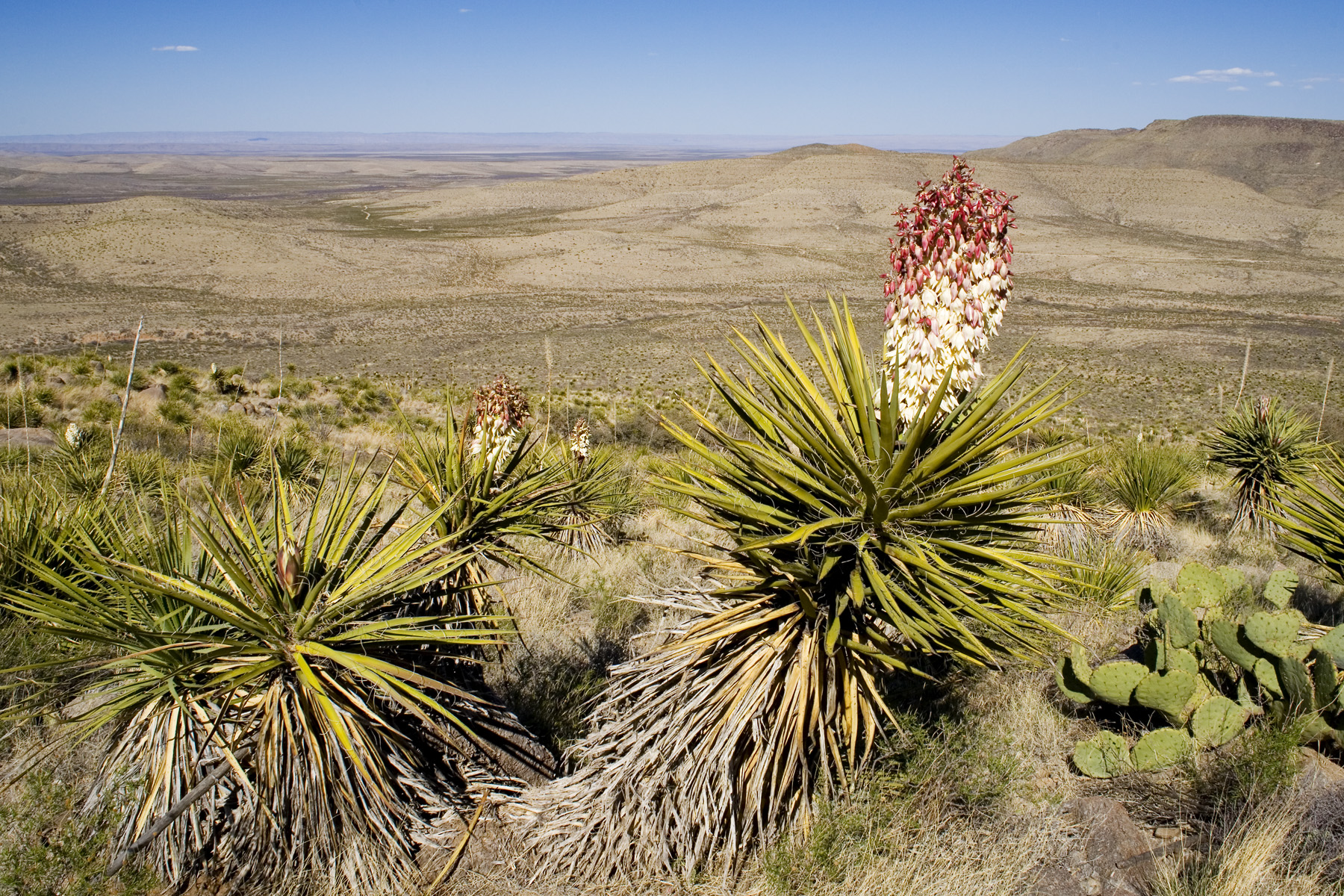
Yucca treculeana
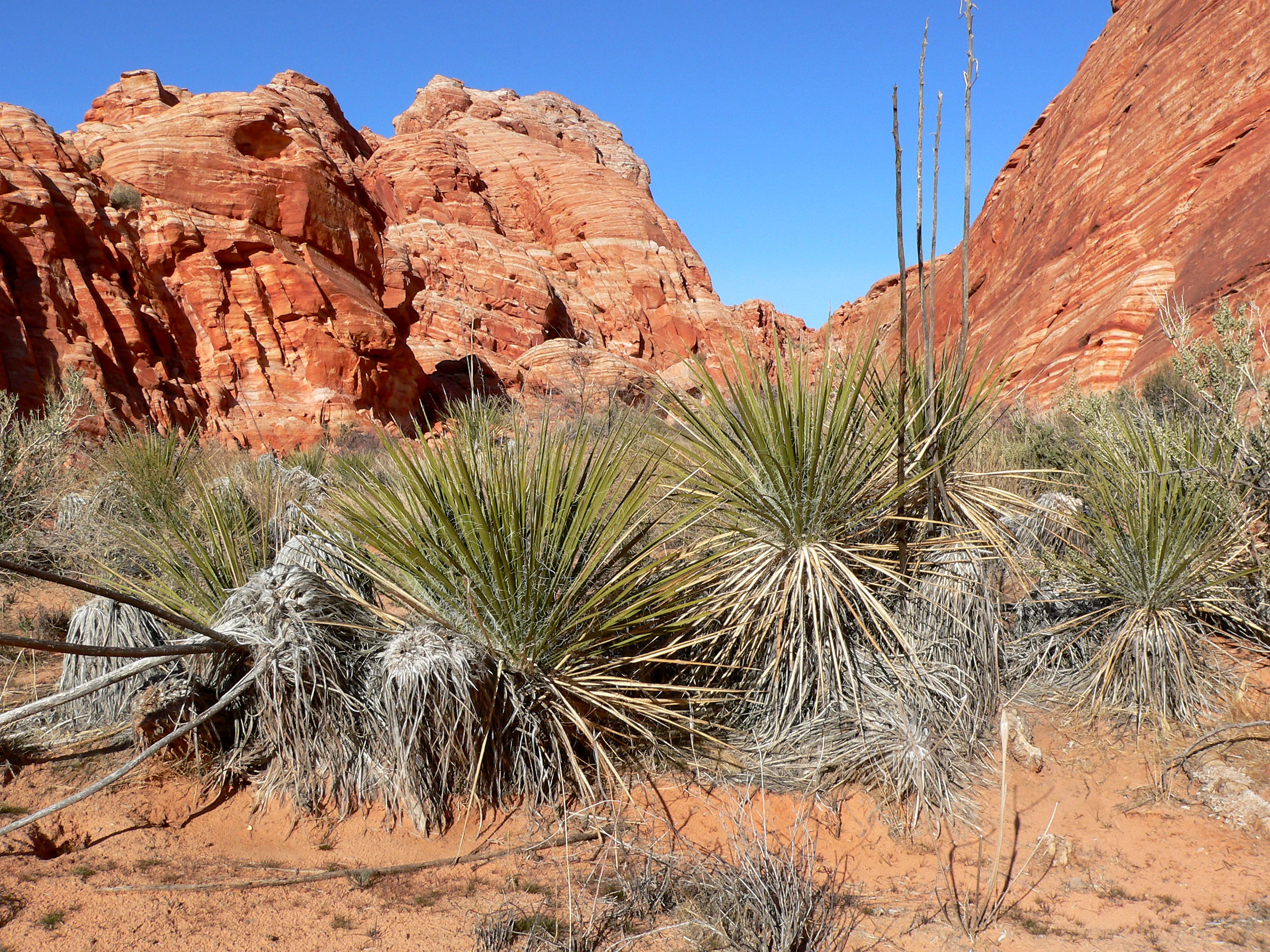
Yucca utahensis
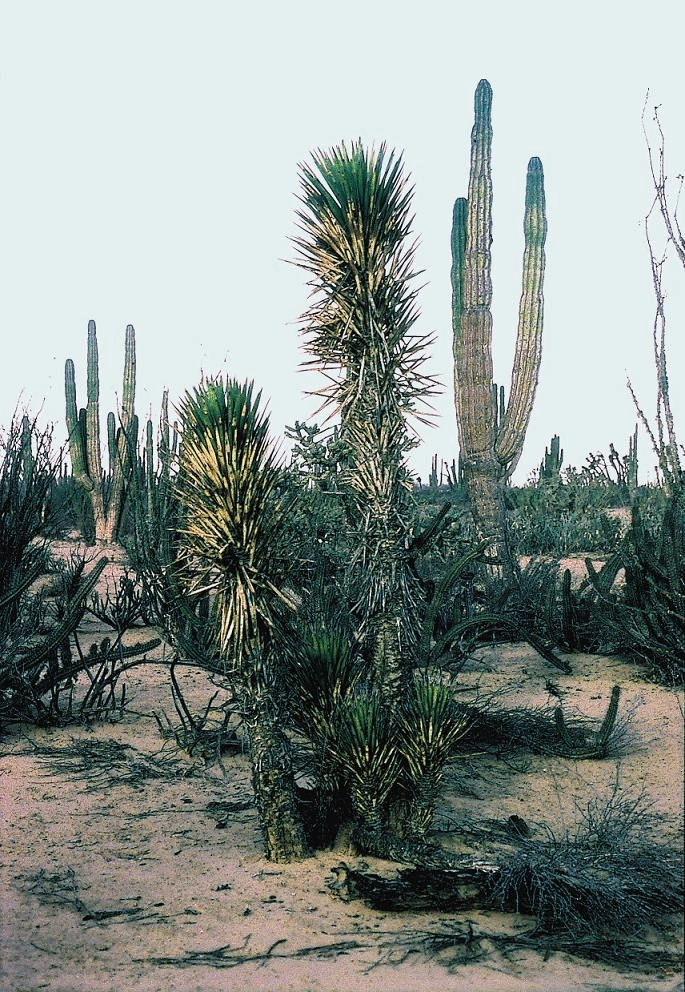
Yucca valida

## Застосування
Юка — чудова декоративна рослина. Її нерідко вирощують у садах, парках та оранжереях багатьох країн світу. Деякі види юки стали відомі науці завдяки колекціям ботанічних садів. Так, в 1859 р. російським ботаніком Е. А. Регелем була описана юка слонова (Yucca elephantipes), вирощена в оранжереях Санкт-Петербурзького ботанічного саду.
Юку культивують на Чорноморському узбережжі Кавказу і в Криму з 1816 року. Особливо відомі юка нитчата, юка славна (Yucca gloriosa), юка алоелиста. Два останні види морозостійкі і витримують температуру до −15 °C. У культурі юки, за винятком юки алоелистої, через відсутність запилювачів не плодоносять. Із твердих листків юки отримують міцне технічне волокно, з якого виробляють мотузки, щітки, рибальські знаряддя тощо. З квіток юки слонової місцеві жителі готують салат. Багато видів юки використовують як живі огорожі.

## Цікаві факти
- Перші джинси були зроблені саме з юки, а не з бавовни. Навіть зараз найякісніші джинси роблять з ниток, що містять бодай кілька відсотків волокон з листя юки.[1]